# Válcové šachy
|   | a | b | c | d | e | f | g | h |   |
| 8 | b8 černý křížek · d8 černý křížek · a7 černý křížek · e7 černý křížek · f6 černý křížek · h6 černý křížek · g5 černý křížek · a4 černý kroužek · f4 černý křížek · g4 černý kroužek · h4 černý křížek · a3 černý křížek · b3 černý kroužek · e3 černý křížek · f3 černý kroužek · b2 černý křížek · d2 černý křížek · h2 černý jezdec · b1 černý kroužek · c1 bílý střelec · f1 černý kroužek | b8 černý křížek · d8 černý křížek · a7 černý křížek · e7 černý křížek · f6 černý křížek · h6 černý křížek · g5 černý křížek · a4 černý kroužek · f4 černý křížek · g4 černý kroužek · h4 černý křížek · a3 černý křížek · b3 černý kroužek · e3 černý křížek · f3 černý kroužek · b2 černý křížek · d2 černý křížek · h2 černý jezdec · b1 černý kroužek · c1 bílý střelec · f1 černý kroužek | b8 černý křížek · d8 černý křížek · a7 černý křížek · e7 černý křížek · f6 černý křížek · h6 černý křížek · g5 černý křížek · a4 černý kroužek · f4 černý křížek · g4 černý kroužek · h4 černý křížek · a3 černý křížek · b3 černý kroužek · e3 černý křížek · f3 černý kroužek · b2 černý křížek · d2 černý křížek · h2 černý jezdec · b1 černý kroužek · c1 bílý střelec · f1 černý kroužek | b8 černý křížek · d8 černý křížek · a7 černý křížek · e7 černý křížek · f6 černý křížek · h6 černý křížek · g5 černý křížek · a4 černý kroužek · f4 černý křížek · g4 černý kroužek · h4 černý křížek · a3 černý křížek · b3 černý kroužek · e3 černý křížek · f3 černý kroužek · b2 černý křížek · d2 černý křížek · h2 černý jezdec · b1 černý kroužek · c1 bílý střelec · f1 černý kroužek | b8 černý křížek · d8 černý křížek · a7 černý křížek · e7 černý křížek · f6 černý křížek · h6 černý křížek · g5 černý křížek · a4 černý kroužek · f4 černý křížek · g4 černý kroužek · h4 černý křížek · a3 černý křížek · b3 černý kroužek · e3 černý křížek · f3 černý kroužek · b2 černý křížek · d2 černý křížek · h2 černý jezdec · b1 černý kroužek · c1 bílý střelec · f1 černý kroužek | b8 černý křížek · d8 černý křížek · a7 černý křížek · e7 černý křížek · f6 černý křížek · h6 černý křížek · g5 černý křížek · a4 černý kroužek · f4 černý křížek · g4 černý kroužek · h4 černý křížek · a3 černý křížek · b3 černý kroužek · e3 černý křížek · f3 černý kroužek · b2 černý křížek · d2 černý křížek · h2 černý jezdec · b1 černý kroužek · c1 bílý střelec · f1 černý kroužek | b8 černý křížek · d8 černý křížek · a7 černý křížek · e7 černý křížek · f6 černý křížek · h6 černý křížek · g5 černý křížek · a4 černý kroužek · f4 černý křížek · g4 černý kroužek · h4 černý křížek · a3 černý křížek · b3 černý kroužek · e3 černý křížek · f3 černý kroužek · b2 černý křížek · d2 černý křížek · h2 černý jezdec · b1 černý kroužek · c1 bílý střelec · f1 černý kroužek | b8 černý křížek · d8 černý křížek · a7 černý křížek · e7 černý křížek · f6 černý křížek · h6 černý křížek · g5 černý křížek · a4 černý kroužek · f4 černý křížek · g4 černý kroužek · h4 černý křížek · a3 černý křížek · b3 černý kroužek · e3 černý křížek · f3 černý kroužek · b2 černý křížek · d2 černý křížek · h2 černý jezdec · b1 černý kroužek · c1 bílý střelec · f1 černý kroužek | 8 |
| 7 | b8 černý křížek · d8 černý křížek · a7 černý křížek · e7 černý křížek · f6 černý křížek · h6 černý křížek · g5 černý křížek · a4 černý kroužek · f4 černý křížek · g4 černý kroužek · h4 černý křížek · a3 černý křížek · b3 černý kroužek · e3 černý křížek · f3 černý kroužek · b2 černý křížek · d2 černý křížek · h2 černý jezdec · b1 černý kroužek · c1 bílý střelec · f1 černý kroužek | b8 černý křížek · d8 černý křížek · a7 černý křížek · e7 černý křížek · f6 černý křížek · h6 černý křížek · g5 černý křížek · a4 černý kroužek · f4 černý křížek · g4 černý kroužek · h4 černý křížek · a3 černý křížek · b3 černý kroužek · e3 černý křížek · f3 černý kroužek · b2 černý křížek · d2 černý křížek · h2 černý jezdec · b1 černý kroužek · c1 bílý střelec · f1 černý kroužek | b8 černý křížek · d8 černý křížek · a7 černý křížek · e7 černý křížek · f6 černý křížek · h6 černý křížek · g5 černý křížek · a4 černý kroužek · f4 černý křížek · g4 černý kroužek · h4 černý křížek · a3 černý křížek · b3 černý kroužek · e3 černý křížek · f3 černý kroužek · b2 černý křížek · d2 černý křížek · h2 černý jezdec · b1 černý kroužek · c1 bílý střelec · f1 černý kroužek | b8 černý křížek · d8 černý křížek · a7 černý křížek · e7 černý křížek · f6 černý křížek · h6 černý křížek · g5 černý křížek · a4 černý kroužek · f4 černý křížek · g4 černý kroužek · h4 černý křížek · a3 černý křížek · b3 černý kroužek · e3 černý křížek · f3 černý kroužek · b2 černý křížek · d2 černý křížek · h2 černý jezdec · b1 černý kroužek · c1 bílý střelec · f1 černý kroužek | b8 černý křížek · d8 černý křížek · a7 černý křížek · e7 černý křížek · f6 černý křížek · h6 černý křížek · g5 černý křížek · a4 černý kroužek · f4 černý křížek · g4 černý kroužek · h4 černý křížek · a3 černý křížek · b3 černý kroužek · e3 černý křížek · f3 černý kroužek · b2 černý křížek · d2 černý křížek · h2 černý jezdec · b1 černý kroužek · c1 bílý střelec · f1 černý kroužek | b8 černý křížek · d8 černý křížek · a7 černý křížek · e7 černý křížek · f6 černý křížek · h6 černý křížek · g5 černý křížek · a4 černý kroužek · f4 černý křížek · g4 černý kroužek · h4 černý křížek · a3 černý křížek · b3 černý kroužek · e3 černý křížek · f3 černý kroužek · b2 černý křížek · d2 černý křížek · h2 černý jezdec · b1 černý kroužek · c1 bílý střelec · f1 černý kroužek | b8 černý křížek · d8 černý křížek · a7 černý křížek · e7 černý křížek · f6 černý křížek · h6 černý křížek · g5 černý křížek · a4 černý kroužek · f4 černý křížek · g4 černý kroužek · h4 černý křížek · a3 černý křížek · b3 černý kroužek · e3 černý křížek · f3 černý kroužek · b2 černý křížek · d2 černý křížek · h2 černý jezdec · b1 černý kroužek · c1 bílý střelec · f1 černý kroužek | b8 černý křížek · d8 černý křížek · a7 černý křížek · e7 černý křížek · f6 černý křížek · h6 černý křížek · g5 černý křížek · a4 černý kroužek · f4 černý křížek · g4 černý kroužek · h4 černý křížek · a3 černý křížek · b3 černý kroužek · e3 černý křížek · f3 černý kroužek · b2 černý křížek · d2 černý křížek · h2 černý jezdec · b1 černý kroužek · c1 bílý střelec · f1 černý kroužek | 7 |
| 6 | b8 černý křížek · d8 černý křížek · a7 černý křížek · e7 černý křížek · f6 černý křížek · h6 černý křížek · g5 černý křížek · a4 černý kroužek · f4 černý křížek · g4 černý kroužek · h4 černý křížek · a3 černý křížek · b3 černý kroužek · e3 černý křížek · f3 černý kroužek · b2 černý křížek · d2 černý křížek · h2 černý jezdec · b1 černý kroužek · c1 bílý střelec · f1 černý kroužek | b8 černý křížek · d8 černý křížek · a7 černý křížek · e7 černý křížek · f6 černý křížek · h6 černý křížek · g5 černý křížek · a4 černý kroužek · f4 černý křížek · g4 černý kroužek · h4 černý křížek · a3 černý křížek · b3 černý kroužek · e3 černý křížek · f3 černý kroužek · b2 černý křížek · d2 černý křížek · h2 černý jezdec · b1 černý kroužek · c1 bílý střelec · f1 černý kroužek | b8 černý křížek · d8 černý křížek · a7 černý křížek · e7 černý křížek · f6 černý křížek · h6 černý křížek · g5 černý křížek · a4 černý kroužek · f4 černý křížek · g4 černý kroužek · h4 černý křížek · a3 černý křížek · b3 černý kroužek · e3 černý křížek · f3 černý kroužek · b2 černý křížek · d2 černý křížek · h2 černý jezdec · b1 černý kroužek · c1 bílý střelec · f1 černý kroužek | b8 černý křížek · d8 černý křížek · a7 černý křížek · e7 černý křížek · f6 černý křížek · h6 černý křížek · g5 černý křížek · a4 černý kroužek · f4 černý křížek · g4 černý kroužek · h4 černý křížek · a3 černý křížek · b3 černý kroužek · e3 černý křížek · f3 černý kroužek · b2 černý křížek · d2 černý křížek · h2 černý jezdec · b1 černý kroužek · c1 bílý střelec · f1 černý kroužek | b8 černý křížek · d8 černý křížek · a7 černý křížek · e7 černý křížek · f6 černý křížek · h6 černý křížek · g5 černý křížek · a4 černý kroužek · f4 černý křížek · g4 černý kroužek · h4 černý křížek · a3 černý křížek · b3 černý kroužek · e3 černý křížek · f3 černý kroužek · b2 černý křížek · d2 černý křížek · h2 černý jezdec · b1 černý kroužek · c1 bílý střelec · f1 černý kroužek | b8 černý křížek · d8 černý křížek · a7 černý křížek · e7 černý křížek · f6 černý křížek · h6 černý křížek · g5 černý křížek · a4 černý kroužek · f4 černý křížek · g4 černý kroužek · h4 černý křížek · a3 černý křížek · b3 černý kroužek · e3 černý křížek · f3 černý kroužek · b2 černý křížek · d2 černý křížek · h2 černý jezdec · b1 černý kroužek · c1 bílý střelec · f1 černý kroužek | b8 černý křížek · d8 černý křížek · a7 černý křížek · e7 černý křížek · f6 černý křížek · h6 černý křížek · g5 černý křížek · a4 černý kroužek · f4 černý křížek · g4 černý kroužek · h4 černý křížek · a3 černý křížek · b3 černý kroužek · e3 černý křížek · f3 černý kroužek · b2 černý křížek · d2 černý křížek · h2 černý jezdec · b1 černý kroužek · c1 bílý střelec · f1 černý kroužek | b8 černý křížek · d8 černý křížek · a7 černý křížek · e7 černý křížek · f6 černý křížek · h6 černý křížek · g5 černý křížek · a4 černý kroužek · f4 černý křížek · g4 černý kroužek · h4 černý křížek · a3 černý křížek · b3 černý kroužek · e3 černý křížek · f3 černý kroužek · b2 černý křížek · d2 černý křížek · h2 černý jezdec · b1 černý kroužek · c1 bílý střelec · f1 černý kroužek | 6 |
| 5 | b8 černý křížek · d8 černý křížek · a7 černý křížek · e7 černý křížek · f6 černý křížek · h6 černý křížek · g5 černý křížek · a4 černý kroužek · f4 černý křížek · g4 černý kroužek · h4 černý křížek · a3 černý křížek · b3 černý kroužek · e3 černý křížek · f3 černý kroužek · b2 černý křížek · d2 černý křížek · h2 černý jezdec · b1 černý kroužek · c1 bílý střelec · f1 černý kroužek | b8 černý křížek · d8 černý křížek · a7 černý křížek · e7 černý křížek · f6 černý křížek · h6 černý křížek · g5 černý křížek · a4 černý kroužek · f4 černý křížek · g4 černý kroužek · h4 černý křížek · a3 černý křížek · b3 černý kroužek · e3 černý křížek · f3 černý kroužek · b2 černý křížek · d2 černý křížek · h2 černý jezdec · b1 černý kroužek · c1 bílý střelec · f1 černý kroužek | b8 černý křížek · d8 černý křížek · a7 černý křížek · e7 černý křížek · f6 černý křížek · h6 černý křížek · g5 černý křížek · a4 černý kroužek · f4 černý křížek · g4 černý kroužek · h4 černý křížek · a3 černý křížek · b3 černý kroužek · e3 černý křížek · f3 černý kroužek · b2 černý křížek · d2 černý křížek · h2 černý jezdec · b1 černý kroužek · c1 bílý střelec · f1 černý kroužek | b8 černý křížek · d8 černý křížek · a7 černý křížek · e7 černý křížek · f6 černý křížek · h6 černý křížek · g5 černý křížek · a4 černý kroužek · f4 černý křížek · g4 černý kroužek · h4 černý křížek · a3 černý křížek · b3 černý kroužek · e3 černý křížek · f3 černý kroužek · b2 černý křížek · d2 černý křížek · h2 černý jezdec · b1 černý kroužek · c1 bílý střelec · f1 černý kroužek | b8 černý křížek · d8 černý křížek · a7 černý křížek · e7 černý křížek · f6 černý křížek · h6 černý křížek · g5 černý křížek · a4 černý kroužek · f4 černý křížek · g4 černý kroužek · h4 černý křížek · a3 černý křížek · b3 černý kroužek · e3 černý křížek · f3 černý kroužek · b2 černý křížek · d2 černý křížek · h2 černý jezdec · b1 černý kroužek · c1 bílý střelec · f1 černý kroužek | b8 černý křížek · d8 černý křížek · a7 černý křížek · e7 černý křížek · f6 černý křížek · h6 černý křížek · g5 černý křížek · a4 černý kroužek · f4 černý křížek · g4 černý kroužek · h4 černý křížek · a3 černý křížek · b3 černý kroužek · e3 černý křížek · f3 černý kroužek · b2 černý křížek · d2 černý křížek · h2 černý jezdec · b1 černý kroužek · c1 bílý střelec · f1 černý kroužek | b8 černý křížek · d8 černý křížek · a7 černý křížek · e7 černý křížek · f6 černý křížek · h6 černý křížek · g5 černý křížek · a4 černý kroužek · f4 černý křížek · g4 černý kroužek · h4 černý křížek · a3 černý křížek · b3 černý kroužek · e3 černý křížek · f3 černý kroužek · b2 černý křížek · d2 černý křížek · h2 černý jezdec · b1 černý kroužek · c1 bílý střelec · f1 černý kroužek | b8 černý křížek · d8 černý křížek · a7 černý křížek · e7 černý křížek · f6 černý křížek · h6 černý křížek · g5 černý křížek · a4 černý kroužek · f4 černý křížek · g4 černý kroužek · h4 černý křížek · a3 černý křížek · b3 černý kroužek · e3 černý křížek · f3 černý kroužek · b2 černý křížek · d2 černý křížek · h2 černý jezdec · b1 černý kroužek · c1 bílý střelec · f1 černý kroužek | 5 |
| 4 | b8 černý křížek · d8 černý křížek · a7 černý křížek · e7 černý křížek · f6 černý křížek · h6 černý křížek · g5 černý křížek · a4 černý kroužek · f4 černý křížek · g4 černý kroužek · h4 černý křížek · a3 černý křížek · b3 černý kroužek · e3 černý křížek · f3 černý kroužek · b2 černý křížek · d2 černý křížek · h2 černý jezdec · b1 černý kroužek · c1 bílý střelec · f1 černý kroužek | b8 černý křížek · d8 černý křížek · a7 černý křížek · e7 černý křížek · f6 černý křížek · h6 černý křížek · g5 černý křížek · a4 černý kroužek · f4 černý křížek · g4 černý kroužek · h4 černý křížek · a3 černý křížek · b3 černý kroužek · e3 černý křížek · f3 černý kroužek · b2 černý křížek · d2 černý křížek · h2 černý jezdec · b1 černý kroužek · c1 bílý střelec · f1 černý kroužek | b8 černý křížek · d8 černý křížek · a7 černý křížek · e7 černý křížek · f6 černý křížek · h6 černý křížek · g5 černý křížek · a4 černý kroužek · f4 černý křížek · g4 černý kroužek · h4 černý křížek · a3 černý křížek · b3 černý kroužek · e3 černý křížek · f3 černý kroužek · b2 černý křížek · d2 černý křížek · h2 černý jezdec · b1 černý kroužek · c1 bílý střelec · f1 černý kroužek | b8 černý křížek · d8 černý křížek · a7 černý křížek · e7 černý křížek · f6 černý křížek · h6 černý křížek · g5 černý křížek · a4 černý kroužek · f4 černý křížek · g4 černý kroužek · h4 černý křížek · a3 černý křížek · b3 černý kroužek · e3 černý křížek · f3 černý kroužek · b2 černý křížek · d2 černý křížek · h2 černý jezdec · b1 černý kroužek · c1 bílý střelec · f1 černý kroužek | b8 černý křížek · d8 černý křížek · a7 černý křížek · e7 černý křížek · f6 černý křížek · h6 černý křížek · g5 černý křížek · a4 černý kroužek · f4 černý křížek · g4 černý kroužek · h4 černý křížek · a3 černý křížek · b3 černý kroužek · e3 černý křížek · f3 černý kroužek · b2 černý křížek · d2 černý křížek · h2 černý jezdec · b1 černý kroužek · c1 bílý střelec · f1 černý kroužek | b8 černý křížek · d8 černý křížek · a7 černý křížek · e7 černý křížek · f6 černý křížek · h6 černý křížek · g5 černý křížek · a4 černý kroužek · f4 černý křížek · g4 černý kroužek · h4 černý křížek · a3 černý křížek · b3 černý kroužek · e3 černý křížek · f3 černý kroužek · b2 černý křížek · d2 černý křížek · h2 černý jezdec · b1 černý kroužek · c1 bílý střelec · f1 černý kroužek | b8 černý křížek · d8 černý křížek · a7 černý křížek · e7 černý křížek · f6 černý křížek · h6 černý křížek · g5 černý křížek · a4 černý kroužek · f4 černý křížek · g4 černý kroužek · h4 černý křížek · a3 černý křížek · b3 černý kroužek · e3 černý křížek · f3 černý kroužek · b2 černý křížek · d2 černý křížek · h2 černý jezdec · b1 černý kroužek · c1 bílý střelec · f1 černý kroužek | b8 černý křížek · d8 černý křížek · a7 černý křížek · e7 černý křížek · f6 černý křížek · h6 černý křížek · g5 černý křížek · a4 černý kroužek · f4 černý křížek · g4 černý kroužek · h4 černý křížek · a3 černý křížek · b3 černý kroužek · e3 černý křížek · f3 černý kroužek · b2 černý křížek · d2 černý křížek · h2 černý jezdec · b1 černý kroužek · c1 bílý střelec · f1 černý kroužek | 4 |
| 3 | b8 černý křížek · d8 černý křížek · a7 černý křížek · e7 černý křížek · f6 černý křížek · h6 černý křížek · g5 černý křížek · a4 černý kroužek · f4 černý křížek · g4 černý kroužek · h4 černý křížek · a3 černý křížek · b3 černý kroužek · e3 černý křížek · f3 černý kroužek · b2 černý křížek · d2 černý křížek · h2 černý jezdec · b1 černý kroužek · c1 bílý střelec · f1 černý kroužek | b8 černý křížek · d8 černý křížek · a7 černý křížek · e7 černý křížek · f6 černý křížek · h6 černý křížek · g5 černý křížek · a4 černý kroužek · f4 černý křížek · g4 černý kroužek · h4 černý křížek · a3 černý křížek · b3 černý kroužek · e3 černý křížek · f3 černý kroužek · b2 černý křížek · d2 černý křížek · h2 černý jezdec · b1 černý kroužek · c1 bílý střelec · f1 černý kroužek | b8 černý křížek · d8 černý křížek · a7 černý křížek · e7 černý křížek · f6 černý křížek · h6 černý křížek · g5 černý křížek · a4 černý kroužek · f4 černý křížek · g4 černý kroužek · h4 černý křížek · a3 černý křížek · b3 černý kroužek · e3 černý křížek · f3 černý kroužek · b2 černý křížek · d2 černý křížek · h2 černý jezdec · b1 černý kroužek · c1 bílý střelec · f1 černý kroužek | b8 černý křížek · d8 černý křížek · a7 černý křížek · e7 černý křížek · f6 černý křížek · h6 černý křížek · g5 černý křížek · a4 černý kroužek · f4 černý křížek · g4 černý kroužek · h4 černý křížek · a3 černý křížek · b3 černý kroužek · e3 černý křížek · f3 černý kroužek · b2 černý křížek · d2 černý křížek · h2 černý jezdec · b1 černý kroužek · c1 bílý střelec · f1 černý kroužek | b8 černý křížek · d8 černý křížek · a7 černý křížek · e7 černý křížek · f6 černý křížek · h6 černý křížek · g5 černý křížek · a4 černý kroužek · f4 černý křížek · g4 černý kroužek · h4 černý křížek · a3 černý křížek · b3 černý kroužek · e3 černý křížek · f3 černý kroužek · b2 černý křížek · d2 černý křížek · h2 černý jezdec · b1 černý kroužek · c1 bílý střelec · f1 černý kroužek | b8 černý křížek · d8 černý křížek · a7 černý křížek · e7 černý křížek · f6 černý křížek · h6 černý křížek · g5 černý křížek · a4 černý kroužek · f4 černý křížek · g4 černý kroužek · h4 černý křížek · a3 černý křížek · b3 černý kroužek · e3 černý křížek · f3 černý kroužek · b2 černý křížek · d2 černý křížek · h2 černý jezdec · b1 černý kroužek · c1 bílý střelec · f1 černý kroužek | b8 černý křížek · d8 černý křížek · a7 černý křížek · e7 černý křížek · f6 černý křížek · h6 černý křížek · g5 černý křížek · a4 černý kroužek · f4 černý křížek · g4 černý kroužek · h4 černý křížek · a3 černý křížek · b3 černý kroužek · e3 černý křížek · f3 černý kroužek · b2 černý křížek · d2 černý křížek · h2 černý jezdec · b1 černý kroužek · c1 bílý střelec · f1 černý kroužek | b8 černý křížek · d8 černý křížek · a7 černý křížek · e7 černý křížek · f6 černý křížek · h6 černý křížek · g5 černý křížek · a4 černý kroužek · f4 černý křížek · g4 černý kroužek · h4 černý křížek · a3 černý křížek · b3 černý kroužek · e3 černý křížek · f3 černý kroužek · b2 černý křížek · d2 černý křížek · h2 černý jezdec · b1 černý kroužek · c1 bílý střelec · f1 černý kroužek | 3 |
| 2 | b8 černý křížek · d8 černý křížek · a7 černý křížek · e7 černý křížek · f6 černý křížek · h6 černý křížek · g5 černý křížek · a4 černý kroužek · f4 černý křížek · g4 černý kroužek · h4 černý křížek · a3 černý křížek · b3 černý kroužek · e3 černý křížek · f3 černý kroužek · b2 černý křížek · d2 černý křížek · h2 černý jezdec · b1 černý kroužek · c1 bílý střelec · f1 černý kroužek | b8 černý křížek · d8 černý křížek · a7 černý křížek · e7 černý křížek · f6 černý křížek · h6 černý křížek · g5 černý křížek · a4 černý kroužek · f4 černý křížek · g4 černý kroužek · h4 černý křížek · a3 černý křížek · b3 černý kroužek · e3 černý křížek · f3 černý kroužek · b2 černý křížek · d2 černý křížek · h2 černý jezdec · b1 černý kroužek · c1 bílý střelec · f1 černý kroužek | b8 černý křížek · d8 černý křížek · a7 černý křížek · e7 černý křížek · f6 černý křížek · h6 černý křížek · g5 černý křížek · a4 černý kroužek · f4 černý křížek · g4 černý kroužek · h4 černý křížek · a3 černý křížek · b3 černý kroužek · e3 černý křížek · f3 černý kroužek · b2 černý křížek · d2 černý křížek · h2 černý jezdec · b1 černý kroužek · c1 bílý střelec · f1 černý kroužek | b8 černý křížek · d8 černý křížek · a7 černý křížek · e7 černý křížek · f6 černý křížek · h6 černý křížek · g5 černý křížek · a4 černý kroužek · f4 černý křížek · g4 černý kroužek · h4 černý křížek · a3 černý křížek · b3 černý kroužek · e3 černý křížek · f3 černý kroužek · b2 černý křížek · d2 černý křížek · h2 černý jezdec · b1 černý kroužek · c1 bílý střelec · f1 černý kroužek | b8 černý křížek · d8 černý křížek · a7 černý křížek · e7 černý křížek · f6 černý křížek · h6 černý křížek · g5 černý křížek · a4 černý kroužek · f4 černý křížek · g4 černý kroužek · h4 černý křížek · a3 černý křížek · b3 černý kroužek · e3 černý křížek · f3 černý kroužek · b2 černý křížek · d2 černý křížek · h2 černý jezdec · b1 černý kroužek · c1 bílý střelec · f1 černý kroužek | b8 černý křížek · d8 černý křížek · a7 černý křížek · e7 černý křížek · f6 černý křížek · h6 černý křížek · g5 černý křížek · a4 černý kroužek · f4 černý křížek · g4 černý kroužek · h4 černý křížek · a3 černý křížek · b3 černý kroužek · e3 černý křížek · f3 černý kroužek · b2 černý křížek · d2 černý křížek · h2 černý jezdec · b1 černý kroužek · c1 bílý střelec · f1 černý kroužek | b8 černý křížek · d8 černý křížek · a7 černý křížek · e7 černý křížek · f6 černý křížek · h6 černý křížek · g5 černý křížek · a4 černý kroužek · f4 černý křížek · g4 černý kroužek · h4 černý křížek · a3 černý křížek · b3 černý kroužek · e3 černý křížek · f3 černý kroužek · b2 černý křížek · d2 černý křížek · h2 černý jezdec · b1 černý kroužek · c1 bílý střelec · f1 černý kroužek | b8 černý křížek · d8 černý křížek · a7 černý křížek · e7 černý křížek · f6 černý křížek · h6 černý křížek · g5 černý křížek · a4 černý kroužek · f4 černý křížek · g4 černý kroužek · h4 černý křížek · a3 černý křížek · b3 černý kroužek · e3 černý křížek · f3 černý kroužek · b2 černý křížek · d2 černý křížek · h2 černý jezdec · b1 černý kroužek · c1 bílý střelec · f1 černý kroužek | 2 |
| 1 | b8 černý křížek · d8 černý křížek · a7 černý křížek · e7 černý křížek · f6 černý křížek · h6 černý křížek · g5 černý křížek · a4 černý kroužek · f4 černý křížek · g4 černý kroužek · h4 černý křížek · a3 černý křížek · b3 černý kroužek · e3 černý křížek · f3 černý kroužek · b2 černý křížek · d2 černý křížek · h2 černý jezdec · b1 černý kroužek · c1 bílý střelec · f1 černý kroužek | b8 černý křížek · d8 černý křížek · a7 černý křížek · e7 černý křížek · f6 černý křížek · h6 černý křížek · g5 černý křížek · a4 černý kroužek · f4 černý křížek · g4 černý kroužek · h4 černý křížek · a3 černý křížek · b3 černý kroužek · e3 černý křížek · f3 černý kroužek · b2 černý křížek · d2 černý křížek · h2 černý jezdec · b1 černý kroužek · c1 bílý střelec · f1 černý kroužek | b8 černý křížek · d8 černý křížek · a7 černý křížek · e7 černý křížek · f6 černý křížek · h6 černý křížek · g5 černý křížek · a4 černý kroužek · f4 černý křížek · g4 černý kroužek · h4 černý křížek · a3 černý křížek · b3 černý kroužek · e3 černý křížek · f3 černý kroužek · b2 černý křížek · d2 černý křížek · h2 černý jezdec · b1 černý kroužek · c1 bílý střelec · f1 černý kroužek | b8 černý křížek · d8 černý křížek · a7 černý křížek · e7 černý křížek · f6 černý křížek · h6 černý křížek · g5 černý křížek · a4 černý kroužek · f4 černý křížek · g4 černý kroužek · h4 černý křížek · a3 černý křížek · b3 černý kroužek · e3 černý křížek · f3 černý kroužek · b2 černý křížek · d2 černý křížek · h2 černý jezdec · b1 černý kroužek · c1 bílý střelec · f1 černý kroužek | b8 černý křížek · d8 černý křížek · a7 černý křížek · e7 černý křížek · f6 černý křížek · h6 černý křížek · g5 černý křížek · a4 černý kroužek · f4 černý křížek · g4 černý kroužek · h4 černý křížek · a3 černý křížek · b3 černý kroužek · e3 černý křížek · f3 černý kroužek · b2 černý křížek · d2 černý křížek · h2 černý jezdec · b1 černý kroužek · c1 bílý střelec · f1 černý kroužek | b8 černý křížek · d8 černý křížek · a7 černý křížek · e7 černý křížek · f6 černý křížek · h6 černý křížek · g5 černý křížek · a4 černý kroužek · f4 černý křížek · g4 černý kroužek · h4 černý křížek · a3 černý křížek · b3 černý kroužek · e3 černý křížek · f3 černý kroužek · b2 černý křížek · d2 černý křížek · h2 černý jezdec · b1 černý kroužek · c1 bílý střelec · f1 černý kroužek | b8 černý křížek · d8 černý křížek · a7 černý křížek · e7 černý křížek · f6 černý křížek · h6 černý křížek · g5 černý křížek · a4 černý kroužek · f4 černý křížek · g4 černý kroužek · h4 černý křížek · a3 černý křížek · b3 černý kroužek · e3 černý křížek · f3 černý kroužek · b2 černý křížek · d2 černý křížek · h2 černý jezdec · b1 černý kroužek · c1 bílý střelec · f1 černý kroužek | b8 černý křížek · d8 černý křížek · a7 černý křížek · e7 černý křížek · f6 černý křížek · h6 černý křížek · g5 černý křížek · a4 černý kroužek · f4 černý křížek · g4 černý kroužek · h4 černý křížek · a3 černý křížek · b3 černý kroužek · e3 černý křížek · f3 černý kroužek · b2 černý křížek · d2 černý křížek · h2 černý jezdec · b1 černý kroužek · c1 bílý střelec · f1 černý kroužek | 1 |
|   | a | b | c | d | e | f | g | h |   |

Válcové šachy je a varianta šachu s neobvyklou šachovnicí. Hra se hraje na válcové ploše, takže šachovnice nemá boční strany. Ty jsou spojeny, takže figury mohou volně přecházet přes tuto hranici. Válcovou plochu je možno si jen představovat a hru hrát na normální šachovnici. Podle Billa Walla tuto variantu kromě jiných popsal již roku 947 Abú al-Hasan 'Alí al-Mas'údí.
Válcová šachovnice se používá i v kompozičním šachu.

## Pravidla a průběh hry
Hra se hraje, jako kdyby nebyly žádné hrany po stranách šachovnice. Místo toho figury volně přecházejí z pravého okraje šachovnice na levý a naopak. Co na jedné straně přejde okraj, objeví se na druhém.
Je možné jít s věží z a3 na h3, i když je mezi nimi na b3 nějaká figura, protože věž může jít z a3 doleva. Střelec na c1 může jít na h4 tak, že přejde na a3 a dále o jedno pole přes okraj a o jedno pole nahoru na h4. Tahy, při kterých se nic na šachovnici nemění, například se hraje Va3-a3 při jinak volné třetí řadě, nejsou obvykle dovoleny, ale někdy se využívají v kompozičním šachu. Je možné brát mimochodem přes okraj hrací plochy. Například pokud je bílý pěšec na a5 a černý na h7 a černý hraje h7-h5, bílý ho může vzít tahem a5xh6.
Ve válcových šachách jsou střelci hodnotnější než ve standardním šachu. Podobně král a věž nemohou vynutit mat samotnému králi.
|   | a | b | c | d | e | f | g | h |   |
| 8 | b8 bílý střelec · f8 černý dáma · e6 černý pěšec · f6 černý věž · c5 bílý pěšec · e5 bílý věž · h5 bílý střelec · b4 bílý dáma · d4 bílý pěšec · g4 černý pěšec · f3 černý král · a2 bílý jezdec · a1 bílý věž · e1 bílý král | b8 bílý střelec · f8 černý dáma · e6 černý pěšec · f6 černý věž · c5 bílý pěšec · e5 bílý věž · h5 bílý střelec · b4 bílý dáma · d4 bílý pěšec · g4 černý pěšec · f3 černý král · a2 bílý jezdec · a1 bílý věž · e1 bílý král | b8 bílý střelec · f8 černý dáma · e6 černý pěšec · f6 černý věž · c5 bílý pěšec · e5 bílý věž · h5 bílý střelec · b4 bílý dáma · d4 bílý pěšec · g4 černý pěšec · f3 černý král · a2 bílý jezdec · a1 bílý věž · e1 bílý král | b8 bílý střelec · f8 černý dáma · e6 černý pěšec · f6 černý věž · c5 bílý pěšec · e5 bílý věž · h5 bílý střelec · b4 bílý dáma · d4 bílý pěšec · g4 černý pěšec · f3 černý král · a2 bílý jezdec · a1 bílý věž · e1 bílý král | b8 bílý střelec · f8 černý dáma · e6 černý pěšec · f6 černý věž · c5 bílý pěšec · e5 bílý věž · h5 bílý střelec · b4 bílý dáma · d4 bílý pěšec · g4 černý pěšec · f3 černý král · a2 bílý jezdec · a1 bílý věž · e1 bílý král | b8 bílý střelec · f8 černý dáma · e6 černý pěšec · f6 černý věž · c5 bílý pěšec · e5 bílý věž · h5 bílý střelec · b4 bílý dáma · d4 bílý pěšec · g4 černý pěšec · f3 černý král · a2 bílý jezdec · a1 bílý věž · e1 bílý král | b8 bílý střelec · f8 černý dáma · e6 černý pěšec · f6 černý věž · c5 bílý pěšec · e5 bílý věž · h5 bílý střelec · b4 bílý dáma · d4 bílý pěšec · g4 černý pěšec · f3 černý král · a2 bílý jezdec · a1 bílý věž · e1 bílý král | b8 bílý střelec · f8 černý dáma · e6 černý pěšec · f6 černý věž · c5 bílý pěšec · e5 bílý věž · h5 bílý střelec · b4 bílý dáma · d4 bílý pěšec · g4 černý pěšec · f3 černý král · a2 bílý jezdec · a1 bílý věž · e1 bílý král | 8 |
| 7 | b8 bílý střelec · f8 černý dáma · e6 černý pěšec · f6 černý věž · c5 bílý pěšec · e5 bílý věž · h5 bílý střelec · b4 bílý dáma · d4 bílý pěšec · g4 černý pěšec · f3 černý král · a2 bílý jezdec · a1 bílý věž · e1 bílý král | b8 bílý střelec · f8 černý dáma · e6 černý pěšec · f6 černý věž · c5 bílý pěšec · e5 bílý věž · h5 bílý střelec · b4 bílý dáma · d4 bílý pěšec · g4 černý pěšec · f3 černý král · a2 bílý jezdec · a1 bílý věž · e1 bílý král | b8 bílý střelec · f8 černý dáma · e6 černý pěšec · f6 černý věž · c5 bílý pěšec · e5 bílý věž · h5 bílý střelec · b4 bílý dáma · d4 bílý pěšec · g4 černý pěšec · f3 černý král · a2 bílý jezdec · a1 bílý věž · e1 bílý král | b8 bílý střelec · f8 černý dáma · e6 černý pěšec · f6 černý věž · c5 bílý pěšec · e5 bílý věž · h5 bílý střelec · b4 bílý dáma · d4 bílý pěšec · g4 černý pěšec · f3 černý král · a2 bílý jezdec · a1 bílý věž · e1 bílý král | b8 bílý střelec · f8 černý dáma · e6 černý pěšec · f6 černý věž · c5 bílý pěšec · e5 bílý věž · h5 bílý střelec · b4 bílý dáma · d4 bílý pěšec · g4 černý pěšec · f3 černý král · a2 bílý jezdec · a1 bílý věž · e1 bílý král | b8 bílý střelec · f8 černý dáma · e6 černý pěšec · f6 černý věž · c5 bílý pěšec · e5 bílý věž · h5 bílý střelec · b4 bílý dáma · d4 bílý pěšec · g4 černý pěšec · f3 černý král · a2 bílý jezdec · a1 bílý věž · e1 bílý král | b8 bílý střelec · f8 černý dáma · e6 černý pěšec · f6 černý věž · c5 bílý pěšec · e5 bílý věž · h5 bílý střelec · b4 bílý dáma · d4 bílý pěšec · g4 černý pěšec · f3 černý král · a2 bílý jezdec · a1 bílý věž · e1 bílý král | b8 bílý střelec · f8 černý dáma · e6 černý pěšec · f6 černý věž · c5 bílý pěšec · e5 bílý věž · h5 bílý střelec · b4 bílý dáma · d4 bílý pěšec · g4 černý pěšec · f3 černý král · a2 bílý jezdec · a1 bílý věž · e1 bílý král | 7 |
| 6 | b8 bílý střelec · f8 černý dáma · e6 černý pěšec · f6 černý věž · c5 bílý pěšec · e5 bílý věž · h5 bílý střelec · b4 bílý dáma · d4 bílý pěšec · g4 černý pěšec · f3 černý král · a2 bílý jezdec · a1 bílý věž · e1 bílý král | b8 bílý střelec · f8 černý dáma · e6 černý pěšec · f6 černý věž · c5 bílý pěšec · e5 bílý věž · h5 bílý střelec · b4 bílý dáma · d4 bílý pěšec · g4 černý pěšec · f3 černý král · a2 bílý jezdec · a1 bílý věž · e1 bílý král | b8 bílý střelec · f8 černý dáma · e6 černý pěšec · f6 černý věž · c5 bílý pěšec · e5 bílý věž · h5 bílý střelec · b4 bílý dáma · d4 bílý pěšec · g4 černý pěšec · f3 černý král · a2 bílý jezdec · a1 bílý věž · e1 bílý král | b8 bílý střelec · f8 černý dáma · e6 černý pěšec · f6 černý věž · c5 bílý pěšec · e5 bílý věž · h5 bílý střelec · b4 bílý dáma · d4 bílý pěšec · g4 černý pěšec · f3 černý král · a2 bílý jezdec · a1 bílý věž · e1 bílý král | b8 bílý střelec · f8 černý dáma · e6 černý pěšec · f6 černý věž · c5 bílý pěšec · e5 bílý věž · h5 bílý střelec · b4 bílý dáma · d4 bílý pěšec · g4 černý pěšec · f3 černý král · a2 bílý jezdec · a1 bílý věž · e1 bílý král | b8 bílý střelec · f8 černý dáma · e6 černý pěšec · f6 černý věž · c5 bílý pěšec · e5 bílý věž · h5 bílý střelec · b4 bílý dáma · d4 bílý pěšec · g4 černý pěšec · f3 černý král · a2 bílý jezdec · a1 bílý věž · e1 bílý král | b8 bílý střelec · f8 černý dáma · e6 černý pěšec · f6 černý věž · c5 bílý pěšec · e5 bílý věž · h5 bílý střelec · b4 bílý dáma · d4 bílý pěšec · g4 černý pěšec · f3 černý král · a2 bílý jezdec · a1 bílý věž · e1 bílý král | b8 bílý střelec · f8 černý dáma · e6 černý pěšec · f6 černý věž · c5 bílý pěšec · e5 bílý věž · h5 bílý střelec · b4 bílý dáma · d4 bílý pěšec · g4 černý pěšec · f3 černý král · a2 bílý jezdec · a1 bílý věž · e1 bílý král | 6 |
| 5 | b8 bílý střelec · f8 černý dáma · e6 černý pěšec · f6 černý věž · c5 bílý pěšec · e5 bílý věž · h5 bílý střelec · b4 bílý dáma · d4 bílý pěšec · g4 černý pěšec · f3 černý král · a2 bílý jezdec · a1 bílý věž · e1 bílý král | b8 bílý střelec · f8 černý dáma · e6 černý pěšec · f6 černý věž · c5 bílý pěšec · e5 bílý věž · h5 bílý střelec · b4 bílý dáma · d4 bílý pěšec · g4 černý pěšec · f3 černý král · a2 bílý jezdec · a1 bílý věž · e1 bílý král | b8 bílý střelec · f8 černý dáma · e6 černý pěšec · f6 černý věž · c5 bílý pěšec · e5 bílý věž · h5 bílý střelec · b4 bílý dáma · d4 bílý pěšec · g4 černý pěšec · f3 černý král · a2 bílý jezdec · a1 bílý věž · e1 bílý král | b8 bílý střelec · f8 černý dáma · e6 černý pěšec · f6 černý věž · c5 bílý pěšec · e5 bílý věž · h5 bílý střelec · b4 bílý dáma · d4 bílý pěšec · g4 černý pěšec · f3 černý král · a2 bílý jezdec · a1 bílý věž · e1 bílý král | b8 bílý střelec · f8 černý dáma · e6 černý pěšec · f6 černý věž · c5 bílý pěšec · e5 bílý věž · h5 bílý střelec · b4 bílý dáma · d4 bílý pěšec · g4 černý pěšec · f3 černý král · a2 bílý jezdec · a1 bílý věž · e1 bílý král | b8 bílý střelec · f8 černý dáma · e6 černý pěšec · f6 černý věž · c5 bílý pěšec · e5 bílý věž · h5 bílý střelec · b4 bílý dáma · d4 bílý pěšec · g4 černý pěšec · f3 černý král · a2 bílý jezdec · a1 bílý věž · e1 bílý král | b8 bílý střelec · f8 černý dáma · e6 černý pěšec · f6 černý věž · c5 bílý pěšec · e5 bílý věž · h5 bílý střelec · b4 bílý dáma · d4 bílý pěšec · g4 černý pěšec · f3 černý král · a2 bílý jezdec · a1 bílý věž · e1 bílý král | b8 bílý střelec · f8 černý dáma · e6 černý pěšec · f6 černý věž · c5 bílý pěšec · e5 bílý věž · h5 bílý střelec · b4 bílý dáma · d4 bílý pěšec · g4 černý pěšec · f3 černý král · a2 bílý jezdec · a1 bílý věž · e1 bílý král | 5 |
| 4 | b8 bílý střelec · f8 černý dáma · e6 černý pěšec · f6 černý věž · c5 bílý pěšec · e5 bílý věž · h5 bílý střelec · b4 bílý dáma · d4 bílý pěšec · g4 černý pěšec · f3 černý král · a2 bílý jezdec · a1 bílý věž · e1 bílý král | b8 bílý střelec · f8 černý dáma · e6 černý pěšec · f6 černý věž · c5 bílý pěšec · e5 bílý věž · h5 bílý střelec · b4 bílý dáma · d4 bílý pěšec · g4 černý pěšec · f3 černý král · a2 bílý jezdec · a1 bílý věž · e1 bílý král | b8 bílý střelec · f8 černý dáma · e6 černý pěšec · f6 černý věž · c5 bílý pěšec · e5 bílý věž · h5 bílý střelec · b4 bílý dáma · d4 bílý pěšec · g4 černý pěšec · f3 černý král · a2 bílý jezdec · a1 bílý věž · e1 bílý král | b8 bílý střelec · f8 černý dáma · e6 černý pěšec · f6 černý věž · c5 bílý pěšec · e5 bílý věž · h5 bílý střelec · b4 bílý dáma · d4 bílý pěšec · g4 černý pěšec · f3 černý král · a2 bílý jezdec · a1 bílý věž · e1 bílý král | b8 bílý střelec · f8 černý dáma · e6 černý pěšec · f6 černý věž · c5 bílý pěšec · e5 bílý věž · h5 bílý střelec · b4 bílý dáma · d4 bílý pěšec · g4 černý pěšec · f3 černý král · a2 bílý jezdec · a1 bílý věž · e1 bílý král | b8 bílý střelec · f8 černý dáma · e6 černý pěšec · f6 černý věž · c5 bílý pěšec · e5 bílý věž · h5 bílý střelec · b4 bílý dáma · d4 bílý pěšec · g4 černý pěšec · f3 černý král · a2 bílý jezdec · a1 bílý věž · e1 bílý král | b8 bílý střelec · f8 černý dáma · e6 černý pěšec · f6 černý věž · c5 bílý pěšec · e5 bílý věž · h5 bílý střelec · b4 bílý dáma · d4 bílý pěšec · g4 černý pěšec · f3 černý král · a2 bílý jezdec · a1 bílý věž · e1 bílý král | b8 bílý střelec · f8 černý dáma · e6 černý pěšec · f6 černý věž · c5 bílý pěšec · e5 bílý věž · h5 bílý střelec · b4 bílý dáma · d4 bílý pěšec · g4 černý pěšec · f3 černý král · a2 bílý jezdec · a1 bílý věž · e1 bílý král | 4 |
| 3 | b8 bílý střelec · f8 černý dáma · e6 černý pěšec · f6 černý věž · c5 bílý pěšec · e5 bílý věž · h5 bílý střelec · b4 bílý dáma · d4 bílý pěšec · g4 černý pěšec · f3 černý král · a2 bílý jezdec · a1 bílý věž · e1 bílý král | b8 bílý střelec · f8 černý dáma · e6 černý pěšec · f6 černý věž · c5 bílý pěšec · e5 bílý věž · h5 bílý střelec · b4 bílý dáma · d4 bílý pěšec · g4 černý pěšec · f3 černý král · a2 bílý jezdec · a1 bílý věž · e1 bílý král | b8 bílý střelec · f8 černý dáma · e6 černý pěšec · f6 černý věž · c5 bílý pěšec · e5 bílý věž · h5 bílý střelec · b4 bílý dáma · d4 bílý pěšec · g4 černý pěšec · f3 černý král · a2 bílý jezdec · a1 bílý věž · e1 bílý král | b8 bílý střelec · f8 černý dáma · e6 černý pěšec · f6 černý věž · c5 bílý pěšec · e5 bílý věž · h5 bílý střelec · b4 bílý dáma · d4 bílý pěšec · g4 černý pěšec · f3 černý král · a2 bílý jezdec · a1 bílý věž · e1 bílý král | b8 bílý střelec · f8 černý dáma · e6 černý pěšec · f6 černý věž · c5 bílý pěšec · e5 bílý věž · h5 bílý střelec · b4 bílý dáma · d4 bílý pěšec · g4 černý pěšec · f3 černý král · a2 bílý jezdec · a1 bílý věž · e1 bílý král | b8 bílý střelec · f8 černý dáma · e6 černý pěšec · f6 černý věž · c5 bílý pěšec · e5 bílý věž · h5 bílý střelec · b4 bílý dáma · d4 bílý pěšec · g4 černý pěšec · f3 černý král · a2 bílý jezdec · a1 bílý věž · e1 bílý král | b8 bílý střelec · f8 černý dáma · e6 černý pěšec · f6 černý věž · c5 bílý pěšec · e5 bílý věž · h5 bílý střelec · b4 bílý dáma · d4 bílý pěšec · g4 černý pěšec · f3 černý král · a2 bílý jezdec · a1 bílý věž · e1 bílý král | b8 bílý střelec · f8 černý dáma · e6 černý pěšec · f6 černý věž · c5 bílý pěšec · e5 bílý věž · h5 bílý střelec · b4 bílý dáma · d4 bílý pěšec · g4 černý pěšec · f3 černý král · a2 bílý jezdec · a1 bílý věž · e1 bílý král | 3 |
| 2 | b8 bílý střelec · f8 černý dáma · e6 černý pěšec · f6 černý věž · c5 bílý pěšec · e5 bílý věž · h5 bílý střelec · b4 bílý dáma · d4 bílý pěšec · g4 černý pěšec · f3 černý král · a2 bílý jezdec · a1 bílý věž · e1 bílý král | b8 bílý střelec · f8 černý dáma · e6 černý pěšec · f6 černý věž · c5 bílý pěšec · e5 bílý věž · h5 bílý střelec · b4 bílý dáma · d4 bílý pěšec · g4 černý pěšec · f3 černý král · a2 bílý jezdec · a1 bílý věž · e1 bílý král | b8 bílý střelec · f8 černý dáma · e6 černý pěšec · f6 černý věž · c5 bílý pěšec · e5 bílý věž · h5 bílý střelec · b4 bílý dáma · d4 bílý pěšec · g4 černý pěšec · f3 černý král · a2 bílý jezdec · a1 bílý věž · e1 bílý král | b8 bílý střelec · f8 černý dáma · e6 černý pěšec · f6 černý věž · c5 bílý pěšec · e5 bílý věž · h5 bílý střelec · b4 bílý dáma · d4 bílý pěšec · g4 černý pěšec · f3 černý král · a2 bílý jezdec · a1 bílý věž · e1 bílý král | b8 bílý střelec · f8 černý dáma · e6 černý pěšec · f6 černý věž · c5 bílý pěšec · e5 bílý věž · h5 bílý střelec · b4 bílý dáma · d4 bílý pěšec · g4 černý pěšec · f3 černý král · a2 bílý jezdec · a1 bílý věž · e1 bílý král | b8 bílý střelec · f8 černý dáma · e6 černý pěšec · f6 černý věž · c5 bílý pěšec · e5 bílý věž · h5 bílý střelec · b4 bílý dáma · d4 bílý pěšec · g4 černý pěšec · f3 černý král · a2 bílý jezdec · a1 bílý věž · e1 bílý král | b8 bílý střelec · f8 černý dáma · e6 černý pěšec · f6 černý věž · c5 bílý pěšec · e5 bílý věž · h5 bílý střelec · b4 bílý dáma · d4 bílý pěšec · g4 černý pěšec · f3 černý král · a2 bílý jezdec · a1 bílý věž · e1 bílý král | b8 bílý střelec · f8 černý dáma · e6 černý pěšec · f6 černý věž · c5 bílý pěšec · e5 bílý věž · h5 bílý střelec · b4 bílý dáma · d4 bílý pěšec · g4 černý pěšec · f3 černý král · a2 bílý jezdec · a1 bílý věž · e1 bílý král | 2 |
| 1 | b8 bílý střelec · f8 černý dáma · e6 černý pěšec · f6 černý věž · c5 bílý pěšec · e5 bílý věž · h5 bílý střelec · b4 bílý dáma · d4 bílý pěšec · g4 černý pěšec · f3 černý král · a2 bílý jezdec · a1 bílý věž · e1 bílý král | b8 bílý střelec · f8 černý dáma · e6 černý pěšec · f6 černý věž · c5 bílý pěšec · e5 bílý věž · h5 bílý střelec · b4 bílý dáma · d4 bílý pěšec · g4 černý pěšec · f3 černý král · a2 bílý jezdec · a1 bílý věž · e1 bílý král | b8 bílý střelec · f8 černý dáma · e6 černý pěšec · f6 černý věž · c5 bílý pěšec · e5 bílý věž · h5 bílý střelec · b4 bílý dáma · d4 bílý pěšec · g4 černý pěšec · f3 černý král · a2 bílý jezdec · a1 bílý věž · e1 bílý král | b8 bílý střelec · f8 černý dáma · e6 černý pěšec · f6 černý věž · c5 bílý pěšec · e5 bílý věž · h5 bílý střelec · b4 bílý dáma · d4 bílý pěšec · g4 černý pěšec · f3 černý král · a2 bílý jezdec · a1 bílý věž · e1 bílý král | b8 bílý střelec · f8 černý dáma · e6 černý pěšec · f6 černý věž · c5 bílý pěšec · e5 bílý věž · h5 bílý střelec · b4 bílý dáma · d4 bílý pěšec · g4 černý pěšec · f3 černý král · a2 bílý jezdec · a1 bílý věž · e1 bílý král | b8 bílý střelec · f8 černý dáma · e6 černý pěšec · f6 černý věž · c5 bílý pěšec · e5 bílý věž · h5 bílý střelec · b4 bílý dáma · d4 bílý pěšec · g4 černý pěšec · f3 černý král · a2 bílý jezdec · a1 bílý věž · e1 bílý král | b8 bílý střelec · f8 černý dáma · e6 černý pěšec · f6 černý věž · c5 bílý pěšec · e5 bílý věž · h5 bílý střelec · b4 bílý dáma · d4 bílý pěšec · g4 černý pěšec · f3 černý král · a2 bílý jezdec · a1 bílý věž · e1 bílý král | b8 bílý střelec · f8 černý dáma · e6 černý pěšec · f6 černý věž · c5 bílý pěšec · e5 bílý věž · h5 bílý střelec · b4 bílý dáma · d4 bílý pěšec · g4 černý pěšec · f3 černý král · a2 bílý jezdec · a1 bílý věž · e1 bílý král | 1 |
|   | a | b | c | d | e | f | g | h |   |

Hra se někdy hrává s pozměněnými pravidly pro rošádu. Možné varianty jsou:
- Rošáda není dovolena. Ve válcových šachách není důvod pro rošádu, protože to, co je nalevo může přecházet snadno napravo zcela běžně.
- Kromě normální rošády je dovolena i rošáda přes okraj šachovnice.

|   | a                                                                                          | b                                                                                          | c                                                                                          | d                                                                                          | e                                                                                          | f                                                                                          | g                                                                                          | h                                                                                          |   |
| 8 | c6 černý pěšec · h6 bílý věž · b5 černý král · c5 černý pěšec · h4 bílý věž · a3 bílý král | c6 černý pěšec · h6 bílý věž · b5 černý král · c5 černý pěšec · h4 bílý věž · a3 bílý král | c6 černý pěšec · h6 bílý věž · b5 černý král · c5 černý pěšec · h4 bílý věž · a3 bílý král | c6 černý pěšec · h6 bílý věž · b5 černý král · c5 černý pěšec · h4 bílý věž · a3 bílý král | c6 černý pěšec · h6 bílý věž · b5 černý král · c5 černý pěšec · h4 bílý věž · a3 bílý král | c6 černý pěšec · h6 bílý věž · b5 černý král · c5 černý pěšec · h4 bílý věž · a3 bílý král | c6 černý pěšec · h6 bílý věž · b5 černý král · c5 černý pěšec · h4 bílý věž · a3 bílý král | c6 černý pěšec · h6 bílý věž · b5 černý král · c5 černý pěšec · h4 bílý věž · a3 bílý král | 8 |
| 7 | c6 černý pěšec · h6 bílý věž · b5 černý král · c5 černý pěšec · h4 bílý věž · a3 bílý král | c6 černý pěšec · h6 bílý věž · b5 černý král · c5 černý pěšec · h4 bílý věž · a3 bílý král | c6 černý pěšec · h6 bílý věž · b5 černý král · c5 černý pěšec · h4 bílý věž · a3 bílý král | c6 černý pěšec · h6 bílý věž · b5 černý král · c5 černý pěšec · h4 bílý věž · a3 bílý král | c6 černý pěšec · h6 bílý věž · b5 černý král · c5 černý pěšec · h4 bílý věž · a3 bílý král | c6 černý pěšec · h6 bílý věž · b5 černý král · c5 černý pěšec · h4 bílý věž · a3 bílý král | c6 černý pěšec · h6 bílý věž · b5 černý král · c5 černý pěšec · h4 bílý věž · a3 bílý král | c6 černý pěšec · h6 bílý věž · b5 černý král · c5 černý pěšec · h4 bílý věž · a3 bílý král | 7 |
| 6 | c6 černý pěšec · h6 bílý věž · b5 černý král · c5 černý pěšec · h4 bílý věž · a3 bílý král | c6 černý pěšec · h6 bílý věž · b5 černý král · c5 černý pěšec · h4 bílý věž · a3 bílý král | c6 černý pěšec · h6 bílý věž · b5 černý král · c5 černý pěšec · h4 bílý věž · a3 bílý král | c6 černý pěšec · h6 bílý věž · b5 černý král · c5 černý pěšec · h4 bílý věž · a3 bílý král | c6 černý pěšec · h6 bílý věž · b5 černý král · c5 černý pěšec · h4 bílý věž · a3 bílý král | c6 černý pěšec · h6 bílý věž · b5 černý král · c5 černý pěšec · h4 bílý věž · a3 bílý král | c6 černý pěšec · h6 bílý věž · b5 černý král · c5 černý pěšec · h4 bílý věž · a3 bílý král | c6 černý pěšec · h6 bílý věž · b5 černý král · c5 černý pěšec · h4 bílý věž · a3 bílý král | 6 |
| 5 | c6 černý pěšec · h6 bílý věž · b5 černý král · c5 černý pěšec · h4 bílý věž · a3 bílý král | c6 černý pěšec · h6 bílý věž · b5 černý král · c5 černý pěšec · h4 bílý věž · a3 bílý král | c6 černý pěšec · h6 bílý věž · b5 černý král · c5 černý pěšec · h4 bílý věž · a3 bílý král | c6 černý pěšec · h6 bílý věž · b5 černý král · c5 černý pěšec · h4 bílý věž · a3 bílý král | c6 černý pěšec · h6 bílý věž · b5 černý král · c5 černý pěšec · h4 bílý věž · a3 bílý král | c6 černý pěšec · h6 bílý věž · b5 černý král · c5 černý pěšec · h4 bílý věž · a3 bílý král | c6 černý pěšec · h6 bílý věž · b5 černý král · c5 černý pěšec · h4 bílý věž · a3 bílý král | c6 černý pěšec · h6 bílý věž · b5 černý král · c5 černý pěšec · h4 bílý věž · a3 bílý král | 5 |
| 4 | c6 černý pěšec · h6 bílý věž · b5 černý král · c5 černý pěšec · h4 bílý věž · a3 bílý král | c6 černý pěšec · h6 bílý věž · b5 černý král · c5 černý pěšec · h4 bílý věž · a3 bílý král | c6 černý pěšec · h6 bílý věž · b5 černý král · c5 černý pěšec · h4 bílý věž · a3 bílý král | c6 černý pěšec · h6 bílý věž · b5 černý král · c5 černý pěšec · h4 bílý věž · a3 bílý král | c6 černý pěšec · h6 bílý věž · b5 černý král · c5 černý pěšec · h4 bílý věž · a3 bílý král | c6 černý pěšec · h6 bílý věž · b5 černý král · c5 černý pěšec · h4 bílý věž · a3 bílý král | c6 černý pěšec · h6 bílý věž · b5 černý král · c5 černý pěšec · h4 bílý věž · a3 bílý král | c6 černý pěšec · h6 bílý věž · b5 černý král · c5 černý pěšec · h4 bílý věž · a3 bílý král | 4 |
| 3 | c6 černý pěšec · h6 bílý věž · b5 černý král · c5 černý pěšec · h4 bílý věž · a3 bílý král | c6 černý pěšec · h6 bílý věž · b5 černý král · c5 černý pěšec · h4 bílý věž · a3 bílý král | c6 černý pěšec · h6 bílý věž · b5 černý král · c5 černý pěšec · h4 bílý věž · a3 bílý král | c6 černý pěšec · h6 bílý věž · b5 černý král · c5 černý pěšec · h4 bílý věž · a3 bílý král | c6 černý pěšec · h6 bílý věž · b5 černý král · c5 černý pěšec · h4 bílý věž · a3 bílý král | c6 černý pěšec · h6 bílý věž · b5 černý král · c5 černý pěšec · h4 bílý věž · a3 bílý král | c6 černý pěšec · h6 bílý věž · b5 černý král · c5 černý pěšec · h4 bílý věž · a3 bílý král | c6 černý pěšec · h6 bílý věž · b5 černý král · c5 černý pěšec · h4 bílý věž · a3 bílý král | 3 |
| 2 | c6 černý pěšec · h6 bílý věž · b5 černý král · c5 černý pěšec · h4 bílý věž · a3 bílý král | c6 černý pěšec · h6 bílý věž · b5 černý král · c5 černý pěšec · h4 bílý věž · a3 bílý král | c6 černý pěšec · h6 bílý věž · b5 černý král · c5 černý pěšec · h4 bílý věž · a3 bílý král | c6 černý pěšec · h6 bílý věž · b5 černý král · c5 černý pěšec · h4 bílý věž · a3 bílý král | c6 černý pěšec · h6 bílý věž · b5 černý král · c5 černý pěšec · h4 bílý věž · a3 bílý král | c6 černý pěšec · h6 bílý věž · b5 černý král · c5 černý pěšec · h4 bílý věž · a3 bílý král | c6 černý pěšec · h6 bílý věž · b5 černý král · c5 černý pěšec · h4 bílý věž · a3 bílý král | c6 černý pěšec · h6 bílý věž · b5 černý král · c5 černý pěšec · h4 bílý věž · a3 bílý král | 2 |
| 1 | c6 černý pěšec · h6 bílý věž · b5 černý král · c5 černý pěšec · h4 bílý věž · a3 bílý král | c6 černý pěšec · h6 bílý věž · b5 černý král · c5 černý pěšec · h4 bílý věž · a3 bílý král | c6 černý pěšec · h6 bílý věž · b5 černý král · c5 černý pěšec · h4 bílý věž · a3 bílý král | c6 černý pěšec · h6 bílý věž · b5 černý král · c5 černý pěšec · h4 bílý věž · a3 bílý král | c6 černý pěšec · h6 bílý věž · b5 černý král · c5 černý pěšec · h4 bílý věž · a3 bílý král | c6 černý pěšec · h6 bílý věž · b5 černý král · c5 černý pěšec · h4 bílý věž · a3 bílý král | c6 černý pěšec · h6 bílý věž · b5 černý král · c5 černý pěšec · h4 bílý věž · a3 bílý král | c6 černý pěšec · h6 bílý věž · b5 černý král · c5 černý pěšec · h4 bílý věž · a3 bílý král | 1 |
|   | a                                                                                          | b                                                                                          | c                                                                                          | d                                                                                          | e                                                                                          | f                                                                                          | g                                                                                          | h                                                                                          |   |

V některých variantách válcových šachů je možno provádět prázdné tahy, při kterých se nemění situace na šachovnici.
|   | a | b | c | d | e | f | g | h |   |
| 8 | a8 černý věž · c8 černý střelec · f8 černý střelec · h8 černý věž · a7 černý pěšec · b7 černý pěšec · g7 černý pěšec · h7 černý pěšec · a6 černý jezdec · c6 černý pěšec · d6 černý dáma · e6 černý král · f6 černý pěšec · h6 černý jezdec · d5 černý pěšec · e5 černý pěšec · d4 bílý pěšec · e4 bílý pěšec · a3 bílý jezdec · c3 bílý pěšec · d3 bílý dáma · e3 bílý král · f3 bílý pěšec · h3 bílý jezdec · a2 bílý pěšec · b2 bílý pěšec · g2 bílý pěšec · h2 bílý pěšec · a1 bílý věž · c1 bílý střelec · f1 bílý střelec · h1 bílý věž | a8 černý věž · c8 černý střelec · f8 černý střelec · h8 černý věž · a7 černý pěšec · b7 černý pěšec · g7 černý pěšec · h7 černý pěšec · a6 černý jezdec · c6 černý pěšec · d6 černý dáma · e6 černý král · f6 černý pěšec · h6 černý jezdec · d5 černý pěšec · e5 černý pěšec · d4 bílý pěšec · e4 bílý pěšec · a3 bílý jezdec · c3 bílý pěšec · d3 bílý dáma · e3 bílý král · f3 bílý pěšec · h3 bílý jezdec · a2 bílý pěšec · b2 bílý pěšec · g2 bílý pěšec · h2 bílý pěšec · a1 bílý věž · c1 bílý střelec · f1 bílý střelec · h1 bílý věž | a8 černý věž · c8 černý střelec · f8 černý střelec · h8 černý věž · a7 černý pěšec · b7 černý pěšec · g7 černý pěšec · h7 černý pěšec · a6 černý jezdec · c6 černý pěšec · d6 černý dáma · e6 černý král · f6 černý pěšec · h6 černý jezdec · d5 černý pěšec · e5 černý pěšec · d4 bílý pěšec · e4 bílý pěšec · a3 bílý jezdec · c3 bílý pěšec · d3 bílý dáma · e3 bílý král · f3 bílý pěšec · h3 bílý jezdec · a2 bílý pěšec · b2 bílý pěšec · g2 bílý pěšec · h2 bílý pěšec · a1 bílý věž · c1 bílý střelec · f1 bílý střelec · h1 bílý věž | a8 černý věž · c8 černý střelec · f8 černý střelec · h8 černý věž · a7 černý pěšec · b7 černý pěšec · g7 černý pěšec · h7 černý pěšec · a6 černý jezdec · c6 černý pěšec · d6 černý dáma · e6 černý král · f6 černý pěšec · h6 černý jezdec · d5 černý pěšec · e5 černý pěšec · d4 bílý pěšec · e4 bílý pěšec · a3 bílý jezdec · c3 bílý pěšec · d3 bílý dáma · e3 bílý král · f3 bílý pěšec · h3 bílý jezdec · a2 bílý pěšec · b2 bílý pěšec · g2 bílý pěšec · h2 bílý pěšec · a1 bílý věž · c1 bílý střelec · f1 bílý střelec · h1 bílý věž | a8 černý věž · c8 černý střelec · f8 černý střelec · h8 černý věž · a7 černý pěšec · b7 černý pěšec · g7 černý pěšec · h7 černý pěšec · a6 černý jezdec · c6 černý pěšec · d6 černý dáma · e6 černý král · f6 černý pěšec · h6 černý jezdec · d5 černý pěšec · e5 černý pěšec · d4 bílý pěšec · e4 bílý pěšec · a3 bílý jezdec · c3 bílý pěšec · d3 bílý dáma · e3 bílý král · f3 bílý pěšec · h3 bílý jezdec · a2 bílý pěšec · b2 bílý pěšec · g2 bílý pěšec · h2 bílý pěšec · a1 bílý věž · c1 bílý střelec · f1 bílý střelec · h1 bílý věž | a8 černý věž · c8 černý střelec · f8 černý střelec · h8 černý věž · a7 černý pěšec · b7 černý pěšec · g7 černý pěšec · h7 černý pěšec · a6 černý jezdec · c6 černý pěšec · d6 černý dáma · e6 černý král · f6 černý pěšec · h6 černý jezdec · d5 černý pěšec · e5 černý pěšec · d4 bílý pěšec · e4 bílý pěšec · a3 bílý jezdec · c3 bílý pěšec · d3 bílý dáma · e3 bílý král · f3 bílý pěšec · h3 bílý jezdec · a2 bílý pěšec · b2 bílý pěšec · g2 bílý pěšec · h2 bílý pěšec · a1 bílý věž · c1 bílý střelec · f1 bílý střelec · h1 bílý věž | a8 černý věž · c8 černý střelec · f8 černý střelec · h8 černý věž · a7 černý pěšec · b7 černý pěšec · g7 černý pěšec · h7 černý pěšec · a6 černý jezdec · c6 černý pěšec · d6 černý dáma · e6 černý král · f6 černý pěšec · h6 černý jezdec · d5 černý pěšec · e5 černý pěšec · d4 bílý pěšec · e4 bílý pěšec · a3 bílý jezdec · c3 bílý pěšec · d3 bílý dáma · e3 bílý král · f3 bílý pěšec · h3 bílý jezdec · a2 bílý pěšec · b2 bílý pěšec · g2 bílý pěšec · h2 bílý pěšec · a1 bílý věž · c1 bílý střelec · f1 bílý střelec · h1 bílý věž | a8 černý věž · c8 černý střelec · f8 černý střelec · h8 černý věž · a7 černý pěšec · b7 černý pěšec · g7 černý pěšec · h7 černý pěšec · a6 černý jezdec · c6 černý pěšec · d6 černý dáma · e6 černý král · f6 černý pěšec · h6 černý jezdec · d5 černý pěšec · e5 černý pěšec · d4 bílý pěšec · e4 bílý pěšec · a3 bílý jezdec · c3 bílý pěšec · d3 bílý dáma · e3 bílý král · f3 bílý pěšec · h3 bílý jezdec · a2 bílý pěšec · b2 bílý pěšec · g2 bílý pěšec · h2 bílý pěšec · a1 bílý věž · c1 bílý střelec · f1 bílý střelec · h1 bílý věž | 8 |
| 7 | a8 černý věž · c8 černý střelec · f8 černý střelec · h8 černý věž · a7 černý pěšec · b7 černý pěšec · g7 černý pěšec · h7 černý pěšec · a6 černý jezdec · c6 černý pěšec · d6 černý dáma · e6 černý král · f6 černý pěšec · h6 černý jezdec · d5 černý pěšec · e5 černý pěšec · d4 bílý pěšec · e4 bílý pěšec · a3 bílý jezdec · c3 bílý pěšec · d3 bílý dáma · e3 bílý král · f3 bílý pěšec · h3 bílý jezdec · a2 bílý pěšec · b2 bílý pěšec · g2 bílý pěšec · h2 bílý pěšec · a1 bílý věž · c1 bílý střelec · f1 bílý střelec · h1 bílý věž | a8 černý věž · c8 černý střelec · f8 černý střelec · h8 černý věž · a7 černý pěšec · b7 černý pěšec · g7 černý pěšec · h7 černý pěšec · a6 černý jezdec · c6 černý pěšec · d6 černý dáma · e6 černý král · f6 černý pěšec · h6 černý jezdec · d5 černý pěšec · e5 černý pěšec · d4 bílý pěšec · e4 bílý pěšec · a3 bílý jezdec · c3 bílý pěšec · d3 bílý dáma · e3 bílý král · f3 bílý pěšec · h3 bílý jezdec · a2 bílý pěšec · b2 bílý pěšec · g2 bílý pěšec · h2 bílý pěšec · a1 bílý věž · c1 bílý střelec · f1 bílý střelec · h1 bílý věž | a8 černý věž · c8 černý střelec · f8 černý střelec · h8 černý věž · a7 černý pěšec · b7 černý pěšec · g7 černý pěšec · h7 černý pěšec · a6 černý jezdec · c6 černý pěšec · d6 černý dáma · e6 černý král · f6 černý pěšec · h6 černý jezdec · d5 černý pěšec · e5 černý pěšec · d4 bílý pěšec · e4 bílý pěšec · a3 bílý jezdec · c3 bílý pěšec · d3 bílý dáma · e3 bílý král · f3 bílý pěšec · h3 bílý jezdec · a2 bílý pěšec · b2 bílý pěšec · g2 bílý pěšec · h2 bílý pěšec · a1 bílý věž · c1 bílý střelec · f1 bílý střelec · h1 bílý věž | a8 černý věž · c8 černý střelec · f8 černý střelec · h8 černý věž · a7 černý pěšec · b7 černý pěšec · g7 černý pěšec · h7 černý pěšec · a6 černý jezdec · c6 černý pěšec · d6 černý dáma · e6 černý král · f6 černý pěšec · h6 černý jezdec · d5 černý pěšec · e5 černý pěšec · d4 bílý pěšec · e4 bílý pěšec · a3 bílý jezdec · c3 bílý pěšec · d3 bílý dáma · e3 bílý král · f3 bílý pěšec · h3 bílý jezdec · a2 bílý pěšec · b2 bílý pěšec · g2 bílý pěšec · h2 bílý pěšec · a1 bílý věž · c1 bílý střelec · f1 bílý střelec · h1 bílý věž | a8 černý věž · c8 černý střelec · f8 černý střelec · h8 černý věž · a7 černý pěšec · b7 černý pěšec · g7 černý pěšec · h7 černý pěšec · a6 černý jezdec · c6 černý pěšec · d6 černý dáma · e6 černý král · f6 černý pěšec · h6 černý jezdec · d5 černý pěšec · e5 černý pěšec · d4 bílý pěšec · e4 bílý pěšec · a3 bílý jezdec · c3 bílý pěšec · d3 bílý dáma · e3 bílý král · f3 bílý pěšec · h3 bílý jezdec · a2 bílý pěšec · b2 bílý pěšec · g2 bílý pěšec · h2 bílý pěšec · a1 bílý věž · c1 bílý střelec · f1 bílý střelec · h1 bílý věž | a8 černý věž · c8 černý střelec · f8 černý střelec · h8 černý věž · a7 černý pěšec · b7 černý pěšec · g7 černý pěšec · h7 černý pěšec · a6 černý jezdec · c6 černý pěšec · d6 černý dáma · e6 černý král · f6 černý pěšec · h6 černý jezdec · d5 černý pěšec · e5 černý pěšec · d4 bílý pěšec · e4 bílý pěšec · a3 bílý jezdec · c3 bílý pěšec · d3 bílý dáma · e3 bílý král · f3 bílý pěšec · h3 bílý jezdec · a2 bílý pěšec · b2 bílý pěšec · g2 bílý pěšec · h2 bílý pěšec · a1 bílý věž · c1 bílý střelec · f1 bílý střelec · h1 bílý věž | a8 černý věž · c8 černý střelec · f8 černý střelec · h8 černý věž · a7 černý pěšec · b7 černý pěšec · g7 černý pěšec · h7 černý pěšec · a6 černý jezdec · c6 černý pěšec · d6 černý dáma · e6 černý král · f6 černý pěšec · h6 černý jezdec · d5 černý pěšec · e5 černý pěšec · d4 bílý pěšec · e4 bílý pěšec · a3 bílý jezdec · c3 bílý pěšec · d3 bílý dáma · e3 bílý král · f3 bílý pěšec · h3 bílý jezdec · a2 bílý pěšec · b2 bílý pěšec · g2 bílý pěšec · h2 bílý pěšec · a1 bílý věž · c1 bílý střelec · f1 bílý střelec · h1 bílý věž | a8 černý věž · c8 černý střelec · f8 černý střelec · h8 černý věž · a7 černý pěšec · b7 černý pěšec · g7 černý pěšec · h7 černý pěšec · a6 černý jezdec · c6 černý pěšec · d6 černý dáma · e6 černý král · f6 černý pěšec · h6 černý jezdec · d5 černý pěšec · e5 černý pěšec · d4 bílý pěšec · e4 bílý pěšec · a3 bílý jezdec · c3 bílý pěšec · d3 bílý dáma · e3 bílý král · f3 bílý pěšec · h3 bílý jezdec · a2 bílý pěšec · b2 bílý pěšec · g2 bílý pěšec · h2 bílý pěšec · a1 bílý věž · c1 bílý střelec · f1 bílý střelec · h1 bílý věž | 7 |
| 6 | a8 černý věž · c8 černý střelec · f8 černý střelec · h8 černý věž · a7 černý pěšec · b7 černý pěšec · g7 černý pěšec · h7 černý pěšec · a6 černý jezdec · c6 černý pěšec · d6 černý dáma · e6 černý král · f6 černý pěšec · h6 černý jezdec · d5 černý pěšec · e5 černý pěšec · d4 bílý pěšec · e4 bílý pěšec · a3 bílý jezdec · c3 bílý pěšec · d3 bílý dáma · e3 bílý král · f3 bílý pěšec · h3 bílý jezdec · a2 bílý pěšec · b2 bílý pěšec · g2 bílý pěšec · h2 bílý pěšec · a1 bílý věž · c1 bílý střelec · f1 bílý střelec · h1 bílý věž | a8 černý věž · c8 černý střelec · f8 černý střelec · h8 černý věž · a7 černý pěšec · b7 černý pěšec · g7 černý pěšec · h7 černý pěšec · a6 černý jezdec · c6 černý pěšec · d6 černý dáma · e6 černý král · f6 černý pěšec · h6 černý jezdec · d5 černý pěšec · e5 černý pěšec · d4 bílý pěšec · e4 bílý pěšec · a3 bílý jezdec · c3 bílý pěšec · d3 bílý dáma · e3 bílý král · f3 bílý pěšec · h3 bílý jezdec · a2 bílý pěšec · b2 bílý pěšec · g2 bílý pěšec · h2 bílý pěšec · a1 bílý věž · c1 bílý střelec · f1 bílý střelec · h1 bílý věž | a8 černý věž · c8 černý střelec · f8 černý střelec · h8 černý věž · a7 černý pěšec · b7 černý pěšec · g7 černý pěšec · h7 černý pěšec · a6 černý jezdec · c6 černý pěšec · d6 černý dáma · e6 černý král · f6 černý pěšec · h6 černý jezdec · d5 černý pěšec · e5 černý pěšec · d4 bílý pěšec · e4 bílý pěšec · a3 bílý jezdec · c3 bílý pěšec · d3 bílý dáma · e3 bílý král · f3 bílý pěšec · h3 bílý jezdec · a2 bílý pěšec · b2 bílý pěšec · g2 bílý pěšec · h2 bílý pěšec · a1 bílý věž · c1 bílý střelec · f1 bílý střelec · h1 bílý věž | a8 černý věž · c8 černý střelec · f8 černý střelec · h8 černý věž · a7 černý pěšec · b7 černý pěšec · g7 černý pěšec · h7 černý pěšec · a6 černý jezdec · c6 černý pěšec · d6 černý dáma · e6 černý král · f6 černý pěšec · h6 černý jezdec · d5 černý pěšec · e5 černý pěšec · d4 bílý pěšec · e4 bílý pěšec · a3 bílý jezdec · c3 bílý pěšec · d3 bílý dáma · e3 bílý král · f3 bílý pěšec · h3 bílý jezdec · a2 bílý pěšec · b2 bílý pěšec · g2 bílý pěšec · h2 bílý pěšec · a1 bílý věž · c1 bílý střelec · f1 bílý střelec · h1 bílý věž | a8 černý věž · c8 černý střelec · f8 černý střelec · h8 černý věž · a7 černý pěšec · b7 černý pěšec · g7 černý pěšec · h7 černý pěšec · a6 černý jezdec · c6 černý pěšec · d6 černý dáma · e6 černý král · f6 černý pěšec · h6 černý jezdec · d5 černý pěšec · e5 černý pěšec · d4 bílý pěšec · e4 bílý pěšec · a3 bílý jezdec · c3 bílý pěšec · d3 bílý dáma · e3 bílý král · f3 bílý pěšec · h3 bílý jezdec · a2 bílý pěšec · b2 bílý pěšec · g2 bílý pěšec · h2 bílý pěšec · a1 bílý věž · c1 bílý střelec · f1 bílý střelec · h1 bílý věž | a8 černý věž · c8 černý střelec · f8 černý střelec · h8 černý věž · a7 černý pěšec · b7 černý pěšec · g7 černý pěšec · h7 černý pěšec · a6 černý jezdec · c6 černý pěšec · d6 černý dáma · e6 černý král · f6 černý pěšec · h6 černý jezdec · d5 černý pěšec · e5 černý pěšec · d4 bílý pěšec · e4 bílý pěšec · a3 bílý jezdec · c3 bílý pěšec · d3 bílý dáma · e3 bílý král · f3 bílý pěšec · h3 bílý jezdec · a2 bílý pěšec · b2 bílý pěšec · g2 bílý pěšec · h2 bílý pěšec · a1 bílý věž · c1 bílý střelec · f1 bílý střelec · h1 bílý věž | a8 černý věž · c8 černý střelec · f8 černý střelec · h8 černý věž · a7 černý pěšec · b7 černý pěšec · g7 černý pěšec · h7 černý pěšec · a6 černý jezdec · c6 černý pěšec · d6 černý dáma · e6 černý král · f6 černý pěšec · h6 černý jezdec · d5 černý pěšec · e5 černý pěšec · d4 bílý pěšec · e4 bílý pěšec · a3 bílý jezdec · c3 bílý pěšec · d3 bílý dáma · e3 bílý král · f3 bílý pěšec · h3 bílý jezdec · a2 bílý pěšec · b2 bílý pěšec · g2 bílý pěšec · h2 bílý pěšec · a1 bílý věž · c1 bílý střelec · f1 bílý střelec · h1 bílý věž | a8 černý věž · c8 černý střelec · f8 černý střelec · h8 černý věž · a7 černý pěšec · b7 černý pěšec · g7 černý pěšec · h7 černý pěšec · a6 černý jezdec · c6 černý pěšec · d6 černý dáma · e6 černý král · f6 černý pěšec · h6 černý jezdec · d5 černý pěšec · e5 černý pěšec · d4 bílý pěšec · e4 bílý pěšec · a3 bílý jezdec · c3 bílý pěšec · d3 bílý dáma · e3 bílý král · f3 bílý pěšec · h3 bílý jezdec · a2 bílý pěšec · b2 bílý pěšec · g2 bílý pěšec · h2 bílý pěšec · a1 bílý věž · c1 bílý střelec · f1 bílý střelec · h1 bílý věž | 6 |
| 5 | a8 černý věž · c8 černý střelec · f8 černý střelec · h8 černý věž · a7 černý pěšec · b7 černý pěšec · g7 černý pěšec · h7 černý pěšec · a6 černý jezdec · c6 černý pěšec · d6 černý dáma · e6 černý král · f6 černý pěšec · h6 černý jezdec · d5 černý pěšec · e5 černý pěšec · d4 bílý pěšec · e4 bílý pěšec · a3 bílý jezdec · c3 bílý pěšec · d3 bílý dáma · e3 bílý král · f3 bílý pěšec · h3 bílý jezdec · a2 bílý pěšec · b2 bílý pěšec · g2 bílý pěšec · h2 bílý pěšec · a1 bílý věž · c1 bílý střelec · f1 bílý střelec · h1 bílý věž | a8 černý věž · c8 černý střelec · f8 černý střelec · h8 černý věž · a7 černý pěšec · b7 černý pěšec · g7 černý pěšec · h7 černý pěšec · a6 černý jezdec · c6 černý pěšec · d6 černý dáma · e6 černý král · f6 černý pěšec · h6 černý jezdec · d5 černý pěšec · e5 černý pěšec · d4 bílý pěšec · e4 bílý pěšec · a3 bílý jezdec · c3 bílý pěšec · d3 bílý dáma · e3 bílý král · f3 bílý pěšec · h3 bílý jezdec · a2 bílý pěšec · b2 bílý pěšec · g2 bílý pěšec · h2 bílý pěšec · a1 bílý věž · c1 bílý střelec · f1 bílý střelec · h1 bílý věž | a8 černý věž · c8 černý střelec · f8 černý střelec · h8 černý věž · a7 černý pěšec · b7 černý pěšec · g7 černý pěšec · h7 černý pěšec · a6 černý jezdec · c6 černý pěšec · d6 černý dáma · e6 černý král · f6 černý pěšec · h6 černý jezdec · d5 černý pěšec · e5 černý pěšec · d4 bílý pěšec · e4 bílý pěšec · a3 bílý jezdec · c3 bílý pěšec · d3 bílý dáma · e3 bílý král · f3 bílý pěšec · h3 bílý jezdec · a2 bílý pěšec · b2 bílý pěšec · g2 bílý pěšec · h2 bílý pěšec · a1 bílý věž · c1 bílý střelec · f1 bílý střelec · h1 bílý věž | a8 černý věž · c8 černý střelec · f8 černý střelec · h8 černý věž · a7 černý pěšec · b7 černý pěšec · g7 černý pěšec · h7 černý pěšec · a6 černý jezdec · c6 černý pěšec · d6 černý dáma · e6 černý král · f6 černý pěšec · h6 černý jezdec · d5 černý pěšec · e5 černý pěšec · d4 bílý pěšec · e4 bílý pěšec · a3 bílý jezdec · c3 bílý pěšec · d3 bílý dáma · e3 bílý král · f3 bílý pěšec · h3 bílý jezdec · a2 bílý pěšec · b2 bílý pěšec · g2 bílý pěšec · h2 bílý pěšec · a1 bílý věž · c1 bílý střelec · f1 bílý střelec · h1 bílý věž | a8 černý věž · c8 černý střelec · f8 černý střelec · h8 černý věž · a7 černý pěšec · b7 černý pěšec · g7 černý pěšec · h7 černý pěšec · a6 černý jezdec · c6 černý pěšec · d6 černý dáma · e6 černý král · f6 černý pěšec · h6 černý jezdec · d5 černý pěšec · e5 černý pěšec · d4 bílý pěšec · e4 bílý pěšec · a3 bílý jezdec · c3 bílý pěšec · d3 bílý dáma · e3 bílý král · f3 bílý pěšec · h3 bílý jezdec · a2 bílý pěšec · b2 bílý pěšec · g2 bílý pěšec · h2 bílý pěšec · a1 bílý věž · c1 bílý střelec · f1 bílý střelec · h1 bílý věž | a8 černý věž · c8 černý střelec · f8 černý střelec · h8 černý věž · a7 černý pěšec · b7 černý pěšec · g7 černý pěšec · h7 černý pěšec · a6 černý jezdec · c6 černý pěšec · d6 černý dáma · e6 černý král · f6 černý pěšec · h6 černý jezdec · d5 černý pěšec · e5 černý pěšec · d4 bílý pěšec · e4 bílý pěšec · a3 bílý jezdec · c3 bílý pěšec · d3 bílý dáma · e3 bílý král · f3 bílý pěšec · h3 bílý jezdec · a2 bílý pěšec · b2 bílý pěšec · g2 bílý pěšec · h2 bílý pěšec · a1 bílý věž · c1 bílý střelec · f1 bílý střelec · h1 bílý věž | a8 černý věž · c8 černý střelec · f8 černý střelec · h8 černý věž · a7 černý pěšec · b7 černý pěšec · g7 černý pěšec · h7 černý pěšec · a6 černý jezdec · c6 černý pěšec · d6 černý dáma · e6 černý král · f6 černý pěšec · h6 černý jezdec · d5 černý pěšec · e5 černý pěšec · d4 bílý pěšec · e4 bílý pěšec · a3 bílý jezdec · c3 bílý pěšec · d3 bílý dáma · e3 bílý král · f3 bílý pěšec · h3 bílý jezdec · a2 bílý pěšec · b2 bílý pěšec · g2 bílý pěšec · h2 bílý pěšec · a1 bílý věž · c1 bílý střelec · f1 bílý střelec · h1 bílý věž | a8 černý věž · c8 černý střelec · f8 černý střelec · h8 černý věž · a7 černý pěšec · b7 černý pěšec · g7 černý pěšec · h7 černý pěšec · a6 černý jezdec · c6 černý pěšec · d6 černý dáma · e6 černý král · f6 černý pěšec · h6 černý jezdec · d5 černý pěšec · e5 černý pěšec · d4 bílý pěšec · e4 bílý pěšec · a3 bílý jezdec · c3 bílý pěšec · d3 bílý dáma · e3 bílý král · f3 bílý pěšec · h3 bílý jezdec · a2 bílý pěšec · b2 bílý pěšec · g2 bílý pěšec · h2 bílý pěšec · a1 bílý věž · c1 bílý střelec · f1 bílý střelec · h1 bílý věž | 5 |
| 4 | a8 černý věž · c8 černý střelec · f8 černý střelec · h8 černý věž · a7 černý pěšec · b7 černý pěšec · g7 černý pěšec · h7 černý pěšec · a6 černý jezdec · c6 černý pěšec · d6 černý dáma · e6 černý král · f6 černý pěšec · h6 černý jezdec · d5 černý pěšec · e5 černý pěšec · d4 bílý pěšec · e4 bílý pěšec · a3 bílý jezdec · c3 bílý pěšec · d3 bílý dáma · e3 bílý král · f3 bílý pěšec · h3 bílý jezdec · a2 bílý pěšec · b2 bílý pěšec · g2 bílý pěšec · h2 bílý pěšec · a1 bílý věž · c1 bílý střelec · f1 bílý střelec · h1 bílý věž | a8 černý věž · c8 černý střelec · f8 černý střelec · h8 černý věž · a7 černý pěšec · b7 černý pěšec · g7 černý pěšec · h7 černý pěšec · a6 černý jezdec · c6 černý pěšec · d6 černý dáma · e6 černý král · f6 černý pěšec · h6 černý jezdec · d5 černý pěšec · e5 černý pěšec · d4 bílý pěšec · e4 bílý pěšec · a3 bílý jezdec · c3 bílý pěšec · d3 bílý dáma · e3 bílý král · f3 bílý pěšec · h3 bílý jezdec · a2 bílý pěšec · b2 bílý pěšec · g2 bílý pěšec · h2 bílý pěšec · a1 bílý věž · c1 bílý střelec · f1 bílý střelec · h1 bílý věž | a8 černý věž · c8 černý střelec · f8 černý střelec · h8 černý věž · a7 černý pěšec · b7 černý pěšec · g7 černý pěšec · h7 černý pěšec · a6 černý jezdec · c6 černý pěšec · d6 černý dáma · e6 černý král · f6 černý pěšec · h6 černý jezdec · d5 černý pěšec · e5 černý pěšec · d4 bílý pěšec · e4 bílý pěšec · a3 bílý jezdec · c3 bílý pěšec · d3 bílý dáma · e3 bílý král · f3 bílý pěšec · h3 bílý jezdec · a2 bílý pěšec · b2 bílý pěšec · g2 bílý pěšec · h2 bílý pěšec · a1 bílý věž · c1 bílý střelec · f1 bílý střelec · h1 bílý věž | a8 černý věž · c8 černý střelec · f8 černý střelec · h8 černý věž · a7 černý pěšec · b7 černý pěšec · g7 černý pěšec · h7 černý pěšec · a6 černý jezdec · c6 černý pěšec · d6 černý dáma · e6 černý král · f6 černý pěšec · h6 černý jezdec · d5 černý pěšec · e5 černý pěšec · d4 bílý pěšec · e4 bílý pěšec · a3 bílý jezdec · c3 bílý pěšec · d3 bílý dáma · e3 bílý král · f3 bílý pěšec · h3 bílý jezdec · a2 bílý pěšec · b2 bílý pěšec · g2 bílý pěšec · h2 bílý pěšec · a1 bílý věž · c1 bílý střelec · f1 bílý střelec · h1 bílý věž | a8 černý věž · c8 černý střelec · f8 černý střelec · h8 černý věž · a7 černý pěšec · b7 černý pěšec · g7 černý pěšec · h7 černý pěšec · a6 černý jezdec · c6 černý pěšec · d6 černý dáma · e6 černý král · f6 černý pěšec · h6 černý jezdec · d5 černý pěšec · e5 černý pěšec · d4 bílý pěšec · e4 bílý pěšec · a3 bílý jezdec · c3 bílý pěšec · d3 bílý dáma · e3 bílý král · f3 bílý pěšec · h3 bílý jezdec · a2 bílý pěšec · b2 bílý pěšec · g2 bílý pěšec · h2 bílý pěšec · a1 bílý věž · c1 bílý střelec · f1 bílý střelec · h1 bílý věž | a8 černý věž · c8 černý střelec · f8 černý střelec · h8 černý věž · a7 černý pěšec · b7 černý pěšec · g7 černý pěšec · h7 černý pěšec · a6 černý jezdec · c6 černý pěšec · d6 černý dáma · e6 černý král · f6 černý pěšec · h6 černý jezdec · d5 černý pěšec · e5 černý pěšec · d4 bílý pěšec · e4 bílý pěšec · a3 bílý jezdec · c3 bílý pěšec · d3 bílý dáma · e3 bílý král · f3 bílý pěšec · h3 bílý jezdec · a2 bílý pěšec · b2 bílý pěšec · g2 bílý pěšec · h2 bílý pěšec · a1 bílý věž · c1 bílý střelec · f1 bílý střelec · h1 bílý věž | a8 černý věž · c8 černý střelec · f8 černý střelec · h8 černý věž · a7 černý pěšec · b7 černý pěšec · g7 černý pěšec · h7 černý pěšec · a6 černý jezdec · c6 černý pěšec · d6 černý dáma · e6 černý král · f6 černý pěšec · h6 černý jezdec · d5 černý pěšec · e5 černý pěšec · d4 bílý pěšec · e4 bílý pěšec · a3 bílý jezdec · c3 bílý pěšec · d3 bílý dáma · e3 bílý král · f3 bílý pěšec · h3 bílý jezdec · a2 bílý pěšec · b2 bílý pěšec · g2 bílý pěšec · h2 bílý pěšec · a1 bílý věž · c1 bílý střelec · f1 bílý střelec · h1 bílý věž | a8 černý věž · c8 černý střelec · f8 černý střelec · h8 černý věž · a7 černý pěšec · b7 černý pěšec · g7 černý pěšec · h7 černý pěšec · a6 černý jezdec · c6 černý pěšec · d6 černý dáma · e6 černý král · f6 černý pěšec · h6 černý jezdec · d5 černý pěšec · e5 černý pěšec · d4 bílý pěšec · e4 bílý pěšec · a3 bílý jezdec · c3 bílý pěšec · d3 bílý dáma · e3 bílý král · f3 bílý pěšec · h3 bílý jezdec · a2 bílý pěšec · b2 bílý pěšec · g2 bílý pěšec · h2 bílý pěšec · a1 bílý věž · c1 bílý střelec · f1 bílý střelec · h1 bílý věž | 4 |
| 3 | a8 černý věž · c8 černý střelec · f8 černý střelec · h8 černý věž · a7 černý pěšec · b7 černý pěšec · g7 černý pěšec · h7 černý pěšec · a6 černý jezdec · c6 černý pěšec · d6 černý dáma · e6 černý král · f6 černý pěšec · h6 černý jezdec · d5 černý pěšec · e5 černý pěšec · d4 bílý pěšec · e4 bílý pěšec · a3 bílý jezdec · c3 bílý pěšec · d3 bílý dáma · e3 bílý král · f3 bílý pěšec · h3 bílý jezdec · a2 bílý pěšec · b2 bílý pěšec · g2 bílý pěšec · h2 bílý pěšec · a1 bílý věž · c1 bílý střelec · f1 bílý střelec · h1 bílý věž | a8 černý věž · c8 černý střelec · f8 černý střelec · h8 černý věž · a7 černý pěšec · b7 černý pěšec · g7 černý pěšec · h7 černý pěšec · a6 černý jezdec · c6 černý pěšec · d6 černý dáma · e6 černý král · f6 černý pěšec · h6 černý jezdec · d5 černý pěšec · e5 černý pěšec · d4 bílý pěšec · e4 bílý pěšec · a3 bílý jezdec · c3 bílý pěšec · d3 bílý dáma · e3 bílý král · f3 bílý pěšec · h3 bílý jezdec · a2 bílý pěšec · b2 bílý pěšec · g2 bílý pěšec · h2 bílý pěšec · a1 bílý věž · c1 bílý střelec · f1 bílý střelec · h1 bílý věž | a8 černý věž · c8 černý střelec · f8 černý střelec · h8 černý věž · a7 černý pěšec · b7 černý pěšec · g7 černý pěšec · h7 černý pěšec · a6 černý jezdec · c6 černý pěšec · d6 černý dáma · e6 černý král · f6 černý pěšec · h6 černý jezdec · d5 černý pěšec · e5 černý pěšec · d4 bílý pěšec · e4 bílý pěšec · a3 bílý jezdec · c3 bílý pěšec · d3 bílý dáma · e3 bílý král · f3 bílý pěšec · h3 bílý jezdec · a2 bílý pěšec · b2 bílý pěšec · g2 bílý pěšec · h2 bílý pěšec · a1 bílý věž · c1 bílý střelec · f1 bílý střelec · h1 bílý věž | a8 černý věž · c8 černý střelec · f8 černý střelec · h8 černý věž · a7 černý pěšec · b7 černý pěšec · g7 černý pěšec · h7 černý pěšec · a6 černý jezdec · c6 černý pěšec · d6 černý dáma · e6 černý král · f6 černý pěšec · h6 černý jezdec · d5 černý pěšec · e5 černý pěšec · d4 bílý pěšec · e4 bílý pěšec · a3 bílý jezdec · c3 bílý pěšec · d3 bílý dáma · e3 bílý král · f3 bílý pěšec · h3 bílý jezdec · a2 bílý pěšec · b2 bílý pěšec · g2 bílý pěšec · h2 bílý pěšec · a1 bílý věž · c1 bílý střelec · f1 bílý střelec · h1 bílý věž | a8 černý věž · c8 černý střelec · f8 černý střelec · h8 černý věž · a7 černý pěšec · b7 černý pěšec · g7 černý pěšec · h7 černý pěšec · a6 černý jezdec · c6 černý pěšec · d6 černý dáma · e6 černý král · f6 černý pěšec · h6 černý jezdec · d5 černý pěšec · e5 černý pěšec · d4 bílý pěšec · e4 bílý pěšec · a3 bílý jezdec · c3 bílý pěšec · d3 bílý dáma · e3 bílý král · f3 bílý pěšec · h3 bílý jezdec · a2 bílý pěšec · b2 bílý pěšec · g2 bílý pěšec · h2 bílý pěšec · a1 bílý věž · c1 bílý střelec · f1 bílý střelec · h1 bílý věž | a8 černý věž · c8 černý střelec · f8 černý střelec · h8 černý věž · a7 černý pěšec · b7 černý pěšec · g7 černý pěšec · h7 černý pěšec · a6 černý jezdec · c6 černý pěšec · d6 černý dáma · e6 černý král · f6 černý pěšec · h6 černý jezdec · d5 černý pěšec · e5 černý pěšec · d4 bílý pěšec · e4 bílý pěšec · a3 bílý jezdec · c3 bílý pěšec · d3 bílý dáma · e3 bílý král · f3 bílý pěšec · h3 bílý jezdec · a2 bílý pěšec · b2 bílý pěšec · g2 bílý pěšec · h2 bílý pěšec · a1 bílý věž · c1 bílý střelec · f1 bílý střelec · h1 bílý věž | a8 černý věž · c8 černý střelec · f8 černý střelec · h8 černý věž · a7 černý pěšec · b7 černý pěšec · g7 černý pěšec · h7 černý pěšec · a6 černý jezdec · c6 černý pěšec · d6 černý dáma · e6 černý král · f6 černý pěšec · h6 černý jezdec · d5 černý pěšec · e5 černý pěšec · d4 bílý pěšec · e4 bílý pěšec · a3 bílý jezdec · c3 bílý pěšec · d3 bílý dáma · e3 bílý král · f3 bílý pěšec · h3 bílý jezdec · a2 bílý pěšec · b2 bílý pěšec · g2 bílý pěšec · h2 bílý pěšec · a1 bílý věž · c1 bílý střelec · f1 bílý střelec · h1 bílý věž | a8 černý věž · c8 černý střelec · f8 černý střelec · h8 černý věž · a7 černý pěšec · b7 černý pěšec · g7 černý pěšec · h7 černý pěšec · a6 černý jezdec · c6 černý pěšec · d6 černý dáma · e6 černý král · f6 černý pěšec · h6 černý jezdec · d5 černý pěšec · e5 černý pěšec · d4 bílý pěšec · e4 bílý pěšec · a3 bílý jezdec · c3 bílý pěšec · d3 bílý dáma · e3 bílý král · f3 bílý pěšec · h3 bílý jezdec · a2 bílý pěšec · b2 bílý pěšec · g2 bílý pěšec · h2 bílý pěšec · a1 bílý věž · c1 bílý střelec · f1 bílý střelec · h1 bílý věž | 3 |
| 2 | a8 černý věž · c8 černý střelec · f8 černý střelec · h8 černý věž · a7 černý pěšec · b7 černý pěšec · g7 černý pěšec · h7 černý pěšec · a6 černý jezdec · c6 černý pěšec · d6 černý dáma · e6 černý král · f6 černý pěšec · h6 černý jezdec · d5 černý pěšec · e5 černý pěšec · d4 bílý pěšec · e4 bílý pěšec · a3 bílý jezdec · c3 bílý pěšec · d3 bílý dáma · e3 bílý král · f3 bílý pěšec · h3 bílý jezdec · a2 bílý pěšec · b2 bílý pěšec · g2 bílý pěšec · h2 bílý pěšec · a1 bílý věž · c1 bílý střelec · f1 bílý střelec · h1 bílý věž | a8 černý věž · c8 černý střelec · f8 černý střelec · h8 černý věž · a7 černý pěšec · b7 černý pěšec · g7 černý pěšec · h7 černý pěšec · a6 černý jezdec · c6 černý pěšec · d6 černý dáma · e6 černý král · f6 černý pěšec · h6 černý jezdec · d5 černý pěšec · e5 černý pěšec · d4 bílý pěšec · e4 bílý pěšec · a3 bílý jezdec · c3 bílý pěšec · d3 bílý dáma · e3 bílý král · f3 bílý pěšec · h3 bílý jezdec · a2 bílý pěšec · b2 bílý pěšec · g2 bílý pěšec · h2 bílý pěšec · a1 bílý věž · c1 bílý střelec · f1 bílý střelec · h1 bílý věž | a8 černý věž · c8 černý střelec · f8 černý střelec · h8 černý věž · a7 černý pěšec · b7 černý pěšec · g7 černý pěšec · h7 černý pěšec · a6 černý jezdec · c6 černý pěšec · d6 černý dáma · e6 černý král · f6 černý pěšec · h6 černý jezdec · d5 černý pěšec · e5 černý pěšec · d4 bílý pěšec · e4 bílý pěšec · a3 bílý jezdec · c3 bílý pěšec · d3 bílý dáma · e3 bílý král · f3 bílý pěšec · h3 bílý jezdec · a2 bílý pěšec · b2 bílý pěšec · g2 bílý pěšec · h2 bílý pěšec · a1 bílý věž · c1 bílý střelec · f1 bílý střelec · h1 bílý věž | a8 černý věž · c8 černý střelec · f8 černý střelec · h8 černý věž · a7 černý pěšec · b7 černý pěšec · g7 černý pěšec · h7 černý pěšec · a6 černý jezdec · c6 černý pěšec · d6 černý dáma · e6 černý král · f6 černý pěšec · h6 černý jezdec · d5 černý pěšec · e5 černý pěšec · d4 bílý pěšec · e4 bílý pěšec · a3 bílý jezdec · c3 bílý pěšec · d3 bílý dáma · e3 bílý král · f3 bílý pěšec · h3 bílý jezdec · a2 bílý pěšec · b2 bílý pěšec · g2 bílý pěšec · h2 bílý pěšec · a1 bílý věž · c1 bílý střelec · f1 bílý střelec · h1 bílý věž | a8 černý věž · c8 černý střelec · f8 černý střelec · h8 černý věž · a7 černý pěšec · b7 černý pěšec · g7 černý pěšec · h7 černý pěšec · a6 černý jezdec · c6 černý pěšec · d6 černý dáma · e6 černý král · f6 černý pěšec · h6 černý jezdec · d5 černý pěšec · e5 černý pěšec · d4 bílý pěšec · e4 bílý pěšec · a3 bílý jezdec · c3 bílý pěšec · d3 bílý dáma · e3 bílý král · f3 bílý pěšec · h3 bílý jezdec · a2 bílý pěšec · b2 bílý pěšec · g2 bílý pěšec · h2 bílý pěšec · a1 bílý věž · c1 bílý střelec · f1 bílý střelec · h1 bílý věž | a8 černý věž · c8 černý střelec · f8 černý střelec · h8 černý věž · a7 černý pěšec · b7 černý pěšec · g7 černý pěšec · h7 černý pěšec · a6 černý jezdec · c6 černý pěšec · d6 černý dáma · e6 černý král · f6 černý pěšec · h6 černý jezdec · d5 černý pěšec · e5 černý pěšec · d4 bílý pěšec · e4 bílý pěšec · a3 bílý jezdec · c3 bílý pěšec · d3 bílý dáma · e3 bílý král · f3 bílý pěšec · h3 bílý jezdec · a2 bílý pěšec · b2 bílý pěšec · g2 bílý pěšec · h2 bílý pěšec · a1 bílý věž · c1 bílý střelec · f1 bílý střelec · h1 bílý věž | a8 černý věž · c8 černý střelec · f8 černý střelec · h8 černý věž · a7 černý pěšec · b7 černý pěšec · g7 černý pěšec · h7 černý pěšec · a6 černý jezdec · c6 černý pěšec · d6 černý dáma · e6 černý král · f6 černý pěšec · h6 černý jezdec · d5 černý pěšec · e5 černý pěšec · d4 bílý pěšec · e4 bílý pěšec · a3 bílý jezdec · c3 bílý pěšec · d3 bílý dáma · e3 bílý král · f3 bílý pěšec · h3 bílý jezdec · a2 bílý pěšec · b2 bílý pěšec · g2 bílý pěšec · h2 bílý pěšec · a1 bílý věž · c1 bílý střelec · f1 bílý střelec · h1 bílý věž | a8 černý věž · c8 černý střelec · f8 černý střelec · h8 černý věž · a7 černý pěšec · b7 černý pěšec · g7 černý pěšec · h7 černý pěšec · a6 černý jezdec · c6 černý pěšec · d6 černý dáma · e6 černý král · f6 černý pěšec · h6 černý jezdec · d5 černý pěšec · e5 černý pěšec · d4 bílý pěšec · e4 bílý pěšec · a3 bílý jezdec · c3 bílý pěšec · d3 bílý dáma · e3 bílý král · f3 bílý pěšec · h3 bílý jezdec · a2 bílý pěšec · b2 bílý pěšec · g2 bílý pěšec · h2 bílý pěšec · a1 bílý věž · c1 bílý střelec · f1 bílý střelec · h1 bílý věž | 2 |
| 1 | a8 černý věž · c8 černý střelec · f8 černý střelec · h8 černý věž · a7 černý pěšec · b7 černý pěšec · g7 černý pěšec · h7 černý pěšec · a6 černý jezdec · c6 černý pěšec · d6 černý dáma · e6 černý král · f6 černý pěšec · h6 černý jezdec · d5 černý pěšec · e5 černý pěšec · d4 bílý pěšec · e4 bílý pěšec · a3 bílý jezdec · c3 bílý pěšec · d3 bílý dáma · e3 bílý král · f3 bílý pěšec · h3 bílý jezdec · a2 bílý pěšec · b2 bílý pěšec · g2 bílý pěšec · h2 bílý pěšec · a1 bílý věž · c1 bílý střelec · f1 bílý střelec · h1 bílý věž | a8 černý věž · c8 černý střelec · f8 černý střelec · h8 černý věž · a7 černý pěšec · b7 černý pěšec · g7 černý pěšec · h7 černý pěšec · a6 černý jezdec · c6 černý pěšec · d6 černý dáma · e6 černý král · f6 černý pěšec · h6 černý jezdec · d5 černý pěšec · e5 černý pěšec · d4 bílý pěšec · e4 bílý pěšec · a3 bílý jezdec · c3 bílý pěšec · d3 bílý dáma · e3 bílý král · f3 bílý pěšec · h3 bílý jezdec · a2 bílý pěšec · b2 bílý pěšec · g2 bílý pěšec · h2 bílý pěšec · a1 bílý věž · c1 bílý střelec · f1 bílý střelec · h1 bílý věž | a8 černý věž · c8 černý střelec · f8 černý střelec · h8 černý věž · a7 černý pěšec · b7 černý pěšec · g7 černý pěšec · h7 černý pěšec · a6 černý jezdec · c6 černý pěšec · d6 černý dáma · e6 černý král · f6 černý pěšec · h6 černý jezdec · d5 černý pěšec · e5 černý pěšec · d4 bílý pěšec · e4 bílý pěšec · a3 bílý jezdec · c3 bílý pěšec · d3 bílý dáma · e3 bílý král · f3 bílý pěšec · h3 bílý jezdec · a2 bílý pěšec · b2 bílý pěšec · g2 bílý pěšec · h2 bílý pěšec · a1 bílý věž · c1 bílý střelec · f1 bílý střelec · h1 bílý věž | a8 černý věž · c8 černý střelec · f8 černý střelec · h8 černý věž · a7 černý pěšec · b7 černý pěšec · g7 černý pěšec · h7 černý pěšec · a6 černý jezdec · c6 černý pěšec · d6 černý dáma · e6 černý král · f6 černý pěšec · h6 černý jezdec · d5 černý pěšec · e5 černý pěšec · d4 bílý pěšec · e4 bílý pěšec · a3 bílý jezdec · c3 bílý pěšec · d3 bílý dáma · e3 bílý král · f3 bílý pěšec · h3 bílý jezdec · a2 bílý pěšec · b2 bílý pěšec · g2 bílý pěšec · h2 bílý pěšec · a1 bílý věž · c1 bílý střelec · f1 bílý střelec · h1 bílý věž | a8 černý věž · c8 černý střelec · f8 černý střelec · h8 černý věž · a7 černý pěšec · b7 černý pěšec · g7 černý pěšec · h7 černý pěšec · a6 černý jezdec · c6 černý pěšec · d6 černý dáma · e6 černý král · f6 černý pěšec · h6 černý jezdec · d5 černý pěšec · e5 černý pěšec · d4 bílý pěšec · e4 bílý pěšec · a3 bílý jezdec · c3 bílý pěšec · d3 bílý dáma · e3 bílý král · f3 bílý pěšec · h3 bílý jezdec · a2 bílý pěšec · b2 bílý pěšec · g2 bílý pěšec · h2 bílý pěšec · a1 bílý věž · c1 bílý střelec · f1 bílý střelec · h1 bílý věž | a8 černý věž · c8 černý střelec · f8 černý střelec · h8 černý věž · a7 černý pěšec · b7 černý pěšec · g7 černý pěšec · h7 černý pěšec · a6 černý jezdec · c6 černý pěšec · d6 černý dáma · e6 černý král · f6 černý pěšec · h6 černý jezdec · d5 černý pěšec · e5 černý pěšec · d4 bílý pěšec · e4 bílý pěšec · a3 bílý jezdec · c3 bílý pěšec · d3 bílý dáma · e3 bílý král · f3 bílý pěšec · h3 bílý jezdec · a2 bílý pěšec · b2 bílý pěšec · g2 bílý pěšec · h2 bílý pěšec · a1 bílý věž · c1 bílý střelec · f1 bílý střelec · h1 bílý věž | a8 černý věž · c8 černý střelec · f8 černý střelec · h8 černý věž · a7 černý pěšec · b7 černý pěšec · g7 černý pěšec · h7 černý pěšec · a6 černý jezdec · c6 černý pěšec · d6 černý dáma · e6 černý král · f6 černý pěšec · h6 černý jezdec · d5 černý pěšec · e5 černý pěšec · d4 bílý pěšec · e4 bílý pěšec · a3 bílý jezdec · c3 bílý pěšec · d3 bílý dáma · e3 bílý král · f3 bílý pěšec · h3 bílý jezdec · a2 bílý pěšec · b2 bílý pěšec · g2 bílý pěšec · h2 bílý pěšec · a1 bílý věž · c1 bílý střelec · f1 bílý střelec · h1 bílý věž | a8 černý věž · c8 černý střelec · f8 černý střelec · h8 černý věž · a7 černý pěšec · b7 černý pěšec · g7 černý pěšec · h7 černý pěšec · a6 černý jezdec · c6 černý pěšec · d6 černý dáma · e6 černý král · f6 černý pěšec · h6 černý jezdec · d5 černý pěšec · e5 černý pěšec · d4 bílý pěšec · e4 bílý pěšec · a3 bílý jezdec · c3 bílý pěšec · d3 bílý dáma · e3 bílý král · f3 bílý pěšec · h3 bílý jezdec · a2 bílý pěšec · b2 bílý pěšec · g2 bílý pěšec · h2 bílý pěšec · a1 bílý věž · c1 bílý střelec · f1 bílý střelec · h1 bílý věž | 1 |
|   | a | b | c | d | e | f | g | h |   |

Existuje také varianta válcových šachů, ve které jsou spojeny horní a dolní okraje. Kombinací tohoto spojení s klasickými válcovými šachami vznikají toroidní šachy, které se hrají na toru. Tyto varianty se objevují téměř jen v kompozičním šachu, protože spojení spodní a horní řady znemožňuje začít hru ve standardním výchozím postavení. Na toroidní šachovnici nemůže osamoceného krále matovat ani král s dámou. I na toroidní šachovnici lze ale hrát partii. Je potřeba jen začít ve speciálním výchozím postavení.